# Fairchild-Republic A-10 Thunderbolt II
El Fairchild-Republic A-10 Thunderbolt II és un avió d'atac a terra monoplaça, birreactor i d'ala recta, desenvolupat als Estats Units per la companyia Fairchild-Republic a principis dels anys 1970. Va ser dissenyat a petició de la Força Aèria dels Estats Units (USAF) per proporcionar suport aeri proper (CAS) a les tropes terrestres mitjançant l'atac a carros de combat, vehicles blindats i altres objectius terrestres amb una capacitat limitada d'interdicció aèria. És el primer avió de la USAF dissenyat exclusivament per a missions CAS.
L'A-10 està dissenyat al voltant del GAU-8 Avenger, un potent canó rotatiu que forma el principal armament de l'aparell. El fuselatge de l'avió incorpora uns 540 kg de blindatge i el seu disseny està pensat per donar prioritat a la supervivència de l'avió, amb les mesures de protecció necessàries per permetre a l'aeronau romandre en l'aire fins i tot després de sofrir danys significatius.
El seu àlies oficial, Thunderbolt II ("tro" en anglès), ve del Republic P-47 Thunderbolt de la Segona Guerra Mundial, un caça bombarder que va ser especialment efectiu en la missió de suport aeri proper. No obstant això, l'A-10 és més conegut pel seu sobrenom Warthog o simplement Hog. Com a missió secundària, proporciona control aeri avançat, guiant a altres avions contra objectius terrestres. Els A-10 usats principalment en aquesta missió van ser designats OA-10.
Ha participat en operacions de combat en la Guerra del Golf, en els conflictes de Bòsnia i Kosovo, en la Guerra de l'Afganistan i en la Guerra de l'Iraq. Després de ser modernitzat en diverses ocasions, està previst que l'A-10 no sigui reemplaçat pel nou F-35 Lightning II fins a l'any 2028 o fins i tot més tard.

## Desenvolupament

### Antecedents

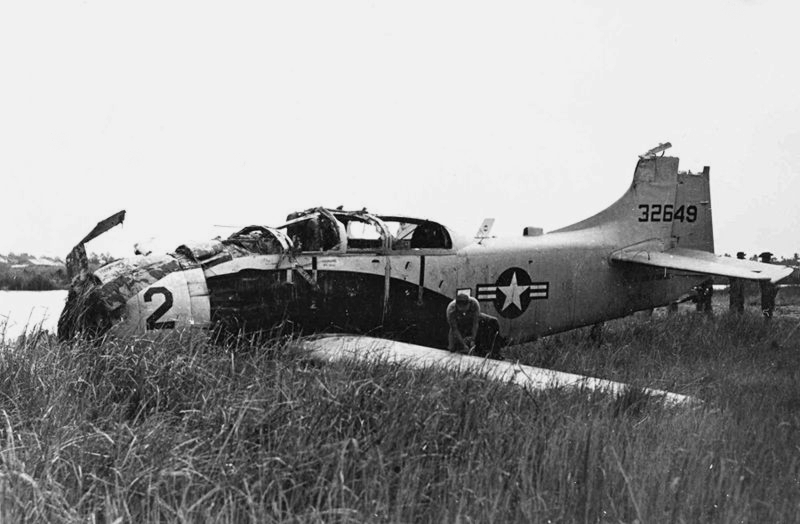
Un avió d'atac A-1I Skyraider estavellat a Vietnam el 10 de març de 1966.

Una de les raons principals després del desenvolupament de l'A-10 van ser les baixes aèries en la guerra de Vietnam; on un gran nombre d'aeronaus d'atac a terra estatunidencs van ser abatuts per armes lleugeres, míssils superfície-aire i artilleria antiaèria de baix calibre. Els helicòpters UH-1 Iroquois i AH-1 Cobra de l'època, que inicialment havien d'encarregar-se del suport aeri proper, també s'havien mostrat molt vulnerables al foc antiaeri.
A més es va produir aleshores una confrontació entre l'Exèrcit i la Força Aèria dels Estats Units pel control de les forces d'atac a terra: els helicòpters estaven sota el control de l'Exèrcit, els avions, sota el de la Força Aèria, i ambdues armades desitjaven acaparar els recursos destinats a aquesta missió. L'avió d'hèlix A-1 Skyraider era el principal avió de suport aeri proper de la Força Aèria dels Estats Units, doncs els veloços avions de reacció com els F-100 Super Sabre, F-105 Thunderchief i F-4 Phantom II van resultar ser en la seva major part ineficaces per a aquesta tasca, entre altres motius perquè la seva elevada velocitat de creuer i gran consum de combustible dificultaven la seva capacitat de vagar. Les crítiques que deien que la Força Aèria no prenia de debò el suport aeri proper demanaven també que es busqués un avió d'atac especialitzat.
En aquest context, la Força Aèria va requerir el desenvolupament d'un avió dissenyat específicament per a l'atac al terra que cobrís les seves deficiències a Europa, un escenari considerat més hostil que Vietnam i en el qual, a diferència d'aquest, predominaria l'ús de vehicles blindats de combat per part de l'enemic; llavors els helicòpters es consideraven encara poc adequats per al seu ús contra blindats, ja que equipaven només metralladores i coets no guiats destinats a objectius lleugers.
D'altra banda, l'èxit de la Força Aèria Israeliana en operacions d'atac al terra durant la guerra dels Sis Dies va ser l'empenta definitiva al concepte que es podia emprar aeronaus d'ala fixa de forma devastadora en aquest tipus de missions. També es va avaluar l'èxit en operacions d'atac al sòl de la Luftwaffe alemanya durant la Segona Guerra Mundial, en la qual pilots com Hans-Ulrich Rudel van aconseguir resultats extraordinaris, entre altres raons, gràcies a l'ocupació exhaustiva del Junkers Dj. 87 equipat amb canons automàtics MG 151/20 de 20 mm, i posteriorment amb els BK 37 de 37 mm.

### Programa A-X
A mitjan 1966, amb intenció de buscar un nou avió d'atac, la Força Aèria dels Estats Units va formar l'oficina del programa denominat Attack Experimental (A-X). L'oficial a càrrec del projecte va ser el coronel Avery Kay. A continuació, el 6 de març de 1967 la Força Aèria va distribuir una sol·licitud d'informació a 21 contractistes de defensa per al desenvolupament del programa A-X, amb l'objectiu de crear un estudi de disseny per un avió d'atac de baix cost. El 1969, el Secretari de la Força Aèria va demanar a l'analista de sistemes de defensa Pierre Sprey que redactés les especificacions detallades per al projecte A-X proposat. No obstant això, la participació inicial de Sprey es va mantenir en secret a causa de l'anterior polèmica amb la seva participació en el programa F-X, que va servir per crear el F-15 Eagle. Els debats de Sprey amb pilots d'avions d'atac A-1 Skyraider que estaven operant al Vietnam i l'anàlisi d'eficiència de les aeronaus que estaven sent utilitzades en aquest paper van indicar que l'avió d'atac ideal deuria poder romandre molt temps vagant, ser maniobrable a baixa velocitat, disposar d'una potència de foc de canó massiva, i tenir una capacitat de supervivència extrema; un avió que tingués les millors característiques d'avions com els Ilyushin Il-2, Henschel Hs 129 i Douglas A-1 Skyraider. Les especificacions també exigien que l'avió tingués un cost inferior a 3 milions de dòlars de l'època.

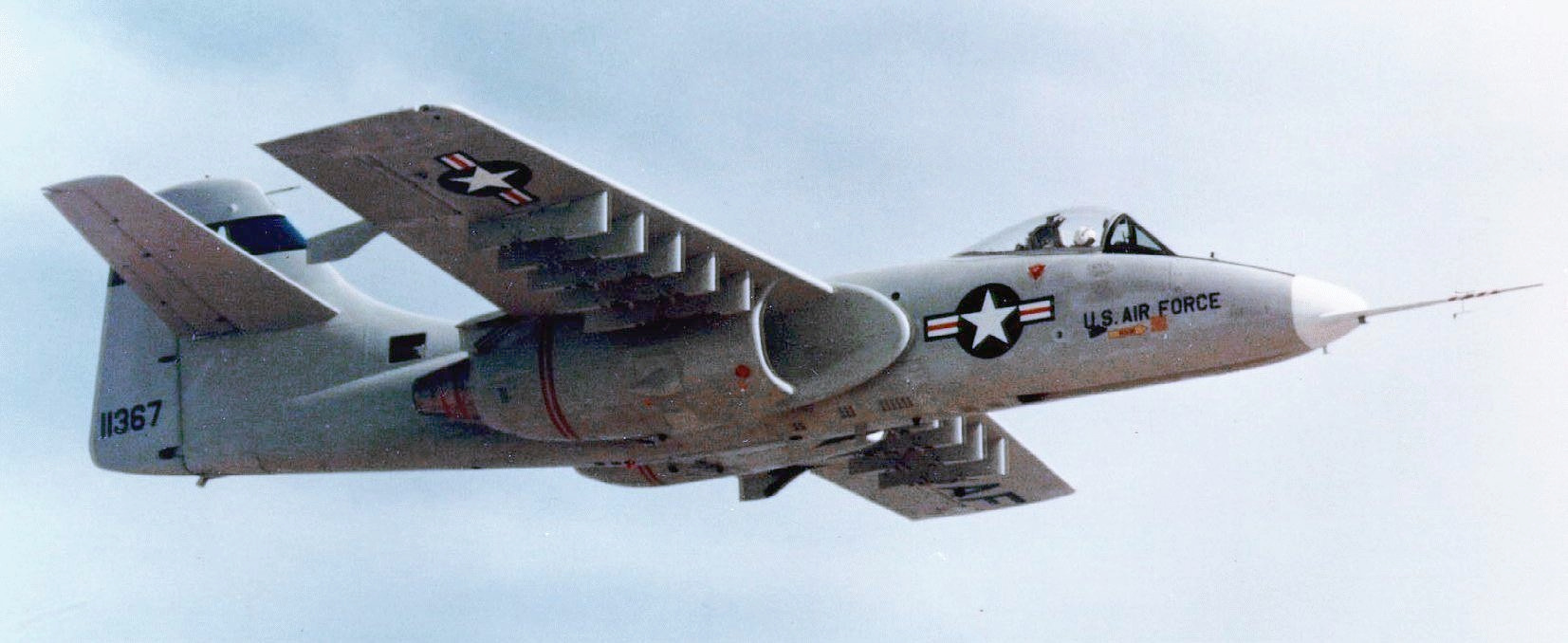
Northrop JA-9A, competidor del JA-10A al programa A-X.

Al maig de 1970 la Força Aèria va emetre una sol·licitud de propostes modificada i molt més detallada. L'amenaça de les forces blindades soviètiques i les operacions d'atac tot temps es van fer més importants. Llavors s'incloïa en els requeriments que l'avió havia de ser dissenyat específicament per al canó de calibre 30 mm. També es demanava un avió amb una velocitat màxima de 740 km/h, una distància d'enlairament de 1.200 m, una càrrega externa de 7.300 kg, un radi de combat de 460 km, i un cost unitari d'1,4 milions de dòlars. Al mateix temps va ser emesa una sol·licitud de propostes per al canó de 30 mm de l'A-X demanant una alta cadència de tir (4.000 trets/minut) i una alta velocitat de sortida.

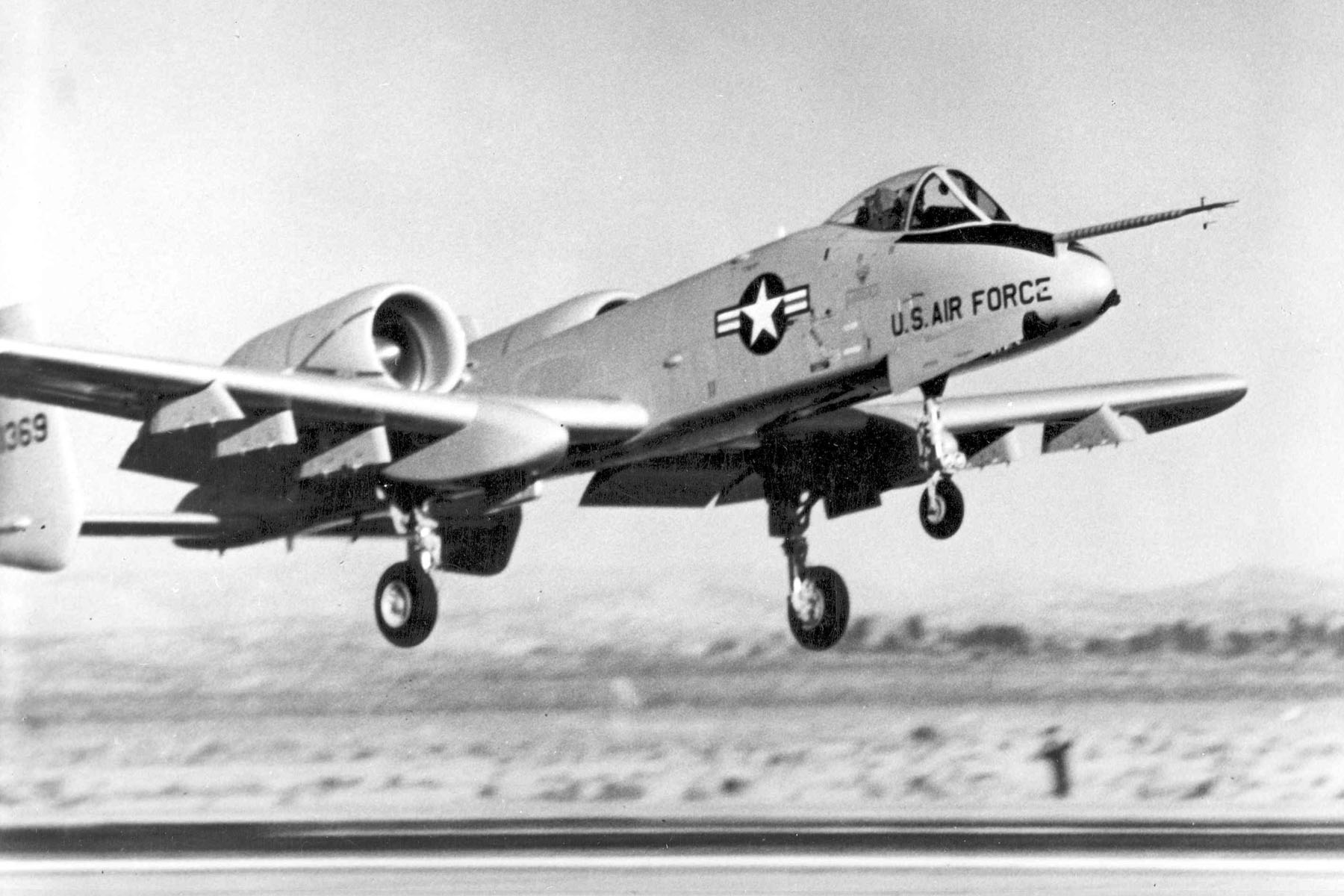
Fairchild JA-10A.

Sis companyies van enviar les seves propostes a la USAF, sent seleccionades Northrop i Fairchild-Republic per construir els prototips: el Northrop JA-9A i el Fairchild-Republic JA-10A respectivament. D'altra banda, General Electric i Philco-Ford van ser escollides per fabricar i provar els prototips del canó GAU-8 Avenger.
El JA-10A va realitzar el seu primer vol el 10 de maig de 1972. Després de les proves i una competició contra el JA-9Al fet que va començar el 10 d'octubre i va durar pràcticament dos mesos, la Força Aèria va anunciar el 18 de gener de 1973 l'elecció del JA-10A de Fairchild-Republic per entrar en producció. El JA-10A havia completat 138,5 hores de vol en 87 sortides mentre que el seu competidor 147 hores en 123 enlairaments. Les principals raons de l'elecció de l'avió de Fairchild-Republic van ser que les seves ales oferien una major capacitat de càrrega i millor accés, era més manejable a terra i era més senzill de fabricar. D'altra banda, el juny de 1973, General Electric va ser triada per fabricar el canó GAU-8. Malgrat la seva victòria al programa A-X, el JA-10 va haver de superar una competició addicional el 1974 contra el LTV A-7D Corsair II, el principal avió d'atac de la Força Aèria en aquest moment, a fi de demostrar la necessitat de comprar un nou avió d'atac.

### Producció
Una vegada superades les proves, per les quals s'havien construït diversos exemplars de preproducció, l'A-10 va passar a ser fabricat en sèrie. El primer A-10A de producció va volar l'octubre de 1975, i els lliuraments per la Força Aèria van començar el març de 1976 a unitats de la Base de la Força Aèria Davis-Monthan (Arizona). El primer esquadró a usar els A-10 va passar a estar operatiu l'octubre de 1977. En total, amb 2 prototips i 6 exemplars de preproducció, es van fabricar un total de 715 avions, l'últim lliurat el 1984.

### Proposta d'una versió biplaça

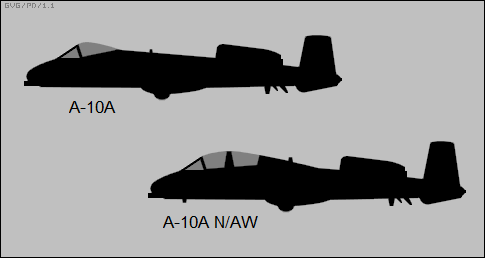
Comparació entre el A-10A i la versió biplaça Night Adverse Weather (N/AW).

De forma experimental i mitjançant la conversió del primer A-10A de preproducció que havia estat usat per a proves de demostració i avaluació, Republic va començar el març de 1979 la construcció d'un prototip per a una variant biplaça de l'A-10. Va ser denominat A-10 Night Adverse Weather (N/AW). Després de ser provat pel Centre de Prova en Vol de la Força Aèria entre finals d'octubre i principis de desembre de 1979, i malgrat culminar amb èxit la fase de prova en vol, aquesta variant no va interessar la Força Aèria i va ser cancel·lada. La modificació N/AW va incloure un segon seient per a un oficial de sistemes d'armes responsable de contramesures electròniques, navegació i adquisició d'objectius, però portava menys munició de 30 mm. L'únic exemplar biplaça construït de l'A-10 es troba actualment en la Base de la Força Aèria Edwards a l'espera d'un lloc en el museu de la Flight Test Historical Foundation. Després del N/AW la USAF va estudiar la possibilitat de crear una versió d'entrenament biplaça de l'A-10, denominada JA-10B, però va ser cancel·lada i no va entrar en producció.

### Actualitzacions

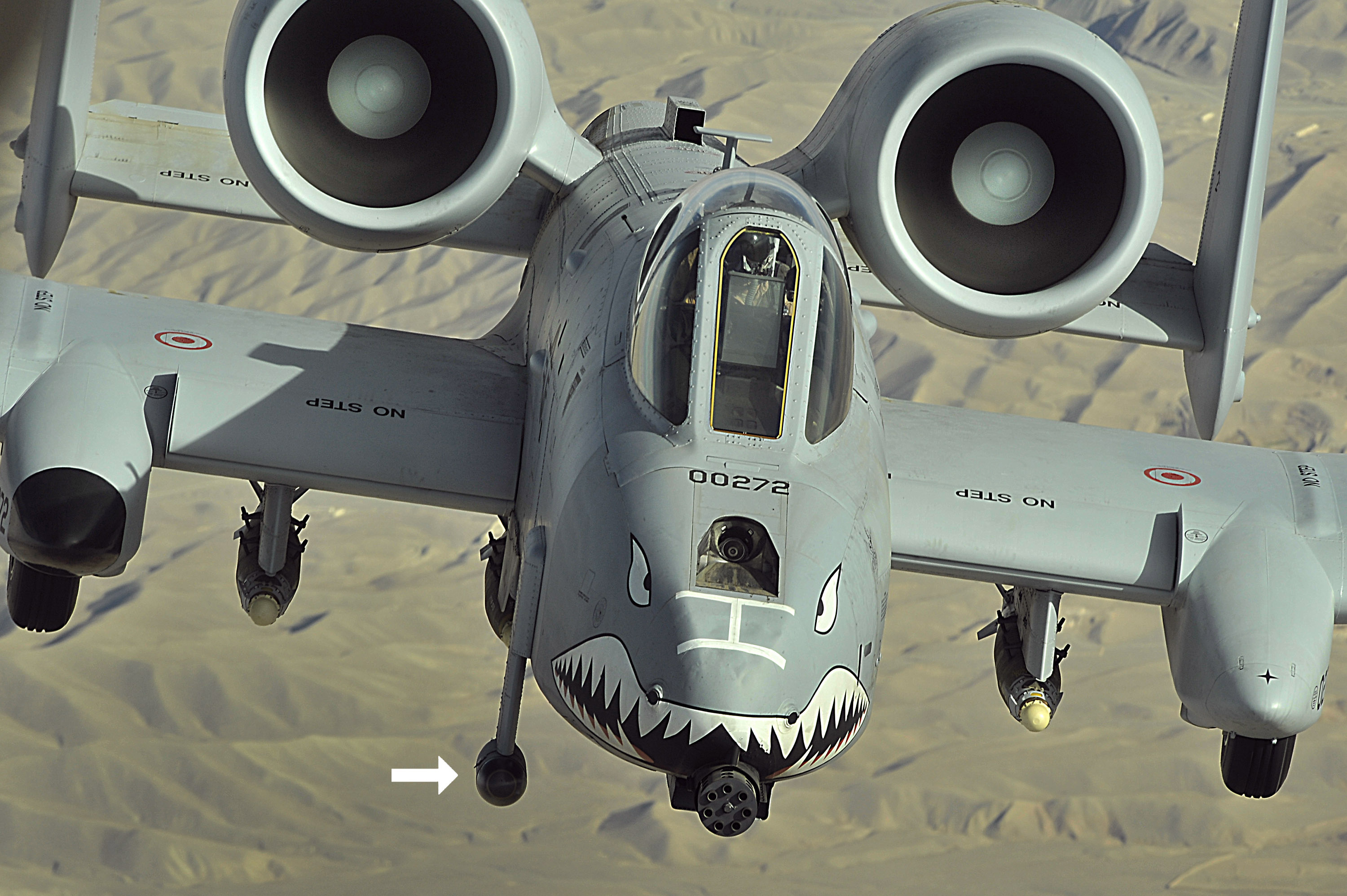
Un A-10 Thunderbolt II proveït de sensor làser Pave Penny (assenyalat amb una fletxa).

L'A-10 ha rebut diverses millores al llarg dels anys. A principis de 1978 se li va incorporar un sensor làser Pave Penny. El Pave Penny és un cercador passiu que detecta la radiació làser emesa per un apuntador làser sobre un objectiu per a una identificació dels blancs més ràpida i precisa. El 1980 l'A-10 va començar a rebre un sistema de navegació inercial. Després, l'actualització Low-Altitude Safety and Targeting Enhancement (LASTE) va proporcionar equipament computeritzat per a la punteria d'armes, pilot automàtic, i un sistema d'alerta contra col·lisió terrestre. Ara l'A-10 és compatible amb ulleres de visió nocturna per operar amb poca llum. El 1999, els avions van començar a rebre sistemes de navegació GPS i una nova pantalla multifunció. El 2005 el sistema LASTE va començar a ser actualitzat amb ordinadors de control de tir i vol integrats IFFCC (Integrated Flight & Fire Control Computers).
El 2005, la flota completa d'A-10 va començar a rebre una sèrie d'actualitzacions sota un programa denominat Precision Engagement (PE) que inclouen un sistema de control de tir (FCS) millorat, més contramesures electròniques (ECM), i la capacitat de portar bombes intel·ligents. Aquestes millores van donar lloc a la nova designació de model A-10C. L'A-10 també serà inclòs en un programa d'extensió de vida de servei (SLEP; Service Life Extension Program) en el qual rebrà ales noves. El juny de 2007 se li va concedir a Boeing un contracte per construir 242 nous conjunts d'ales d'A-10.
La Government Accounting Office (GAO) va estimar el 2007 el cost dels plans d'actualització, renovació, i extensió de vida de servei per al conjunt d'avions A-10 en 2.250 milions de dòlars fins al 2013. Les modificacions que li proporcionen capacitat per utilitzar bombes de precisió estan encara en marxa. El Centre de Logística Aèria Ogden del Comandament de Material de la Força Aèria, en la Base de la Fora Aèria Hill (Utah), va completar el treball d'aquesta actualització en el 100è A-10 el gener de 2008.

## Disseny

### Característiques generals
L'A-10 és altament maniobrable a velocitats i altituds baixes gràcies a les seves extenses ales, de gran superfície i allargament i amb grans alerons. Aquestes també permeten enlairaments i aterratges curts, podent realitzar operacions des d'aeròdroms rudimentaris prop del front militar. Pot estar a l'aire vagant durant llargs períodes i operar a altures per sota de 300 metres amb una visibilitat de 2,4 km. Normalment vola a velocitats relativament lentes, de 560 km/h, la qual cosa li permet actuar millor en el paper d'atac a terra que els ràpids caça bombarders, els quals solen tenir dificultats per atacar objectius petits i en moviment.
El Thunderbolt II pot ser mantingut i operat des de bases amb instal·lacions limitades prop de les zones de batalla. Una característica inusual és que moltes de les parts d'aquest avió són intercanviables entre els costats dret i esquerre, incloent els motors, el tren d'aterratge principal i els estabilitzadors verticals. El robust tren d'aterratge, les rodes de baixa pressió, i les grans ales rectes li permeten utilitzar pistes curtes i en mal estat, fins i tot amb una pesant càrrega d'armament, sent capaç d'operar des de bases aèries danyades. Si les pistes d'enlairament són destruïdes en un atac, l'A-10 pot utilitzar les pistes de rodatge, o seccions de carretera rectes com poden ser les autobahn alemanyes. També està dissenyat per ser reproveït, rearmat i reparat amb un equip mínim.

### Estructura

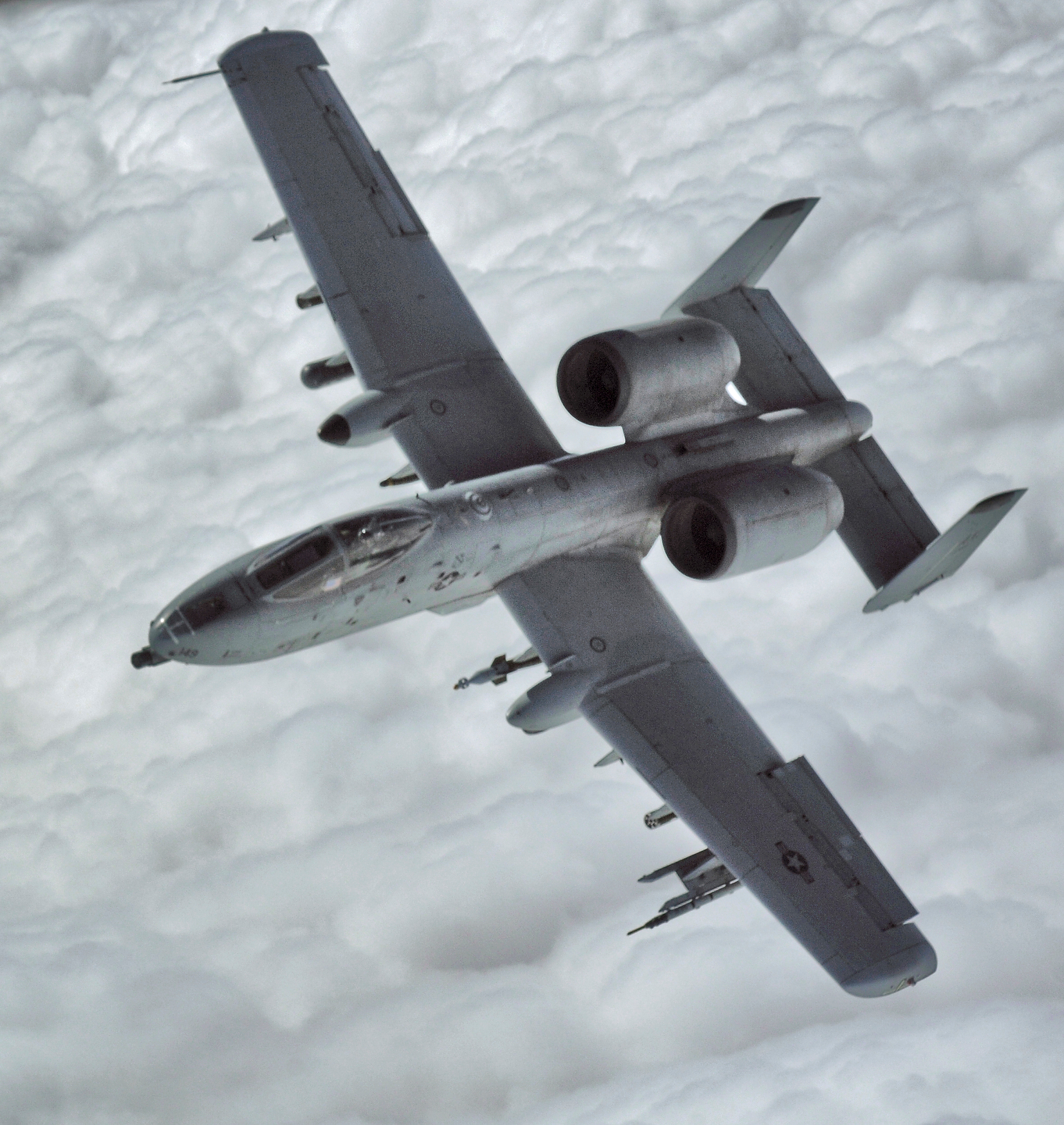
Un A-10 amb els alerons accionats per fer el moviment d'alabeig.

La major part de les superfícies estabilitzadores de l'avió militar estan formades per panells amb estructura de bresca. La raó és que proporcionen resistència amb un compromís de pes mínim, a més amb aquesta forma són menys propenses a deformar-se en qualsevol direcció fins i tot si part del panell ha estat danyat. L'A-10 inclou aquest tipus de panells en el bord d'atac de l'ala, l'embolcall dels flaps, els elevadors, timons i altres seccions de les derives.
L'A-10 té panells de revestiment fabricats integralment. A causa que els travessers estan integrats amb el revestiment no té problemes d'unió o segellat. Aquests panells, fabricats mitjançant l'ús de màquines controlades per ordinador, redueixen el temps i, per tant, el cost de producció. L'experiència en combat ha demostrat que aquest tipus de panell és més resistent als danys. El revestiment no ha de suportar càrrega, per tant les seccions de revestiment danyades poden ser fàcilment reemplaçades en el camp d'operacions, amb materials improvisats si és necessari.

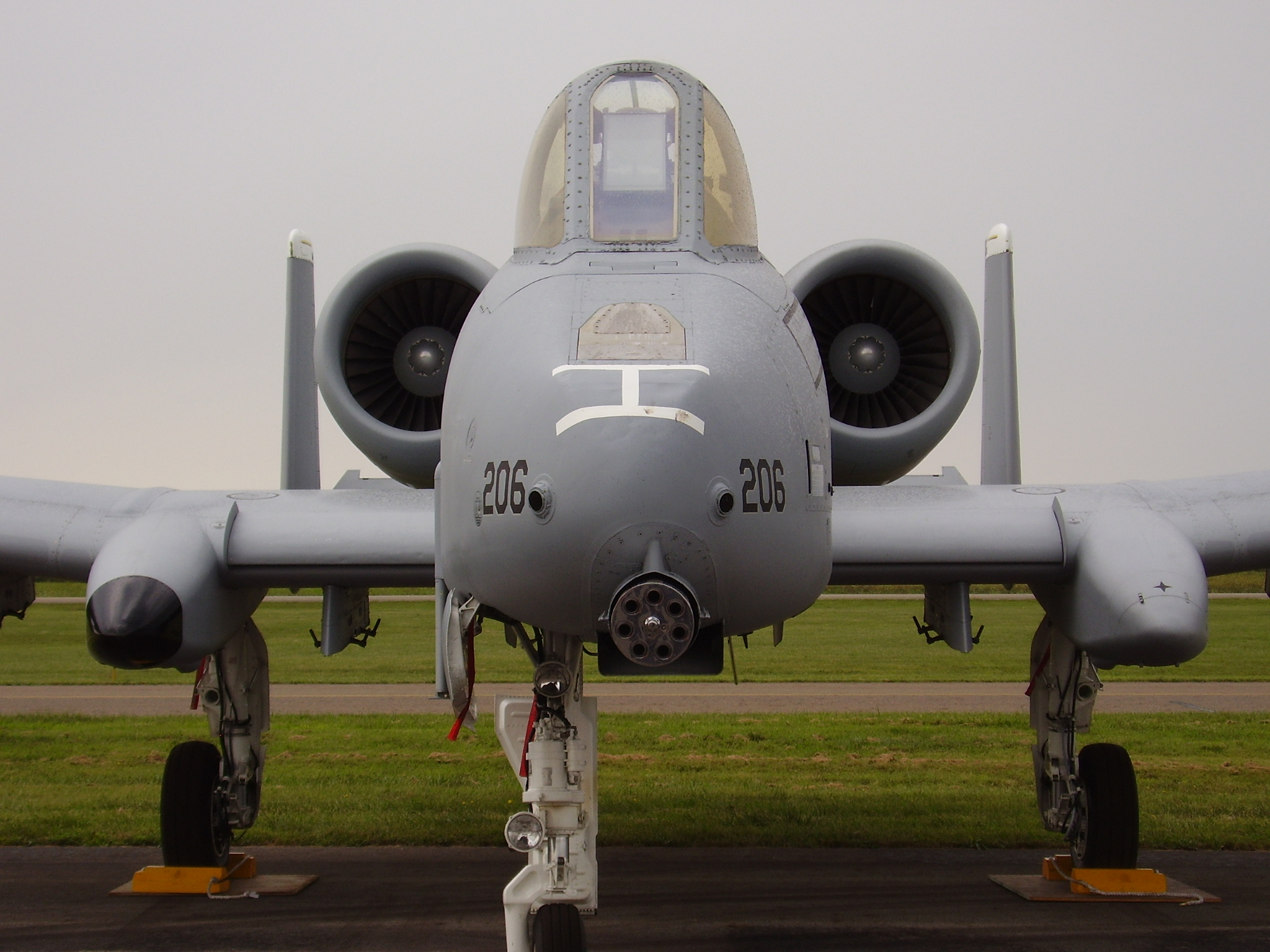
Vista frontal d'un A-10 en la qual es veu la boca del canó i el tren d'aterratge desplaçat.

Els alerons es troben en la part més allunyada de les ales per obtenir un major moviment d'alabeig, com en la majoria dels avions, però en aquest cas amb dues característiques distintives. La primera, els alerons són més grans del convencional, gairebé el 50% de la corda de l'ala, proporcionant un millor control fins i tot a velocitats baixes. A més, els alerons estan dividits en dues parts, que poden ser accionats per separat a mode d'aerofrens.
A causa de la proximitat entre el tren d'aterratge frontal i el canó, en l'A-10 el tren d'aterratge està desplaçat cap a la part dreta de l'avió i el canó lleugerament cap a l'esquerra. Durant el rodatge per la pista, el tren d'aterratge frontal desplaçat provoca que l'aparell tingui un radi de gir desigual: girar cap a la dreta al terra li porta menys distància que girar a l'esquerra a causa de la distància que existeix entre la roda interior i la roda de direcció és també menor.

### Durabilitat
L'A-10 Thunderbolt II és un avió excepcionalment resistent. La seva forta estructura pot sobreviure a impactes directes de projectils de fins a 23 mm tant de tipus perforant com d'alt explosiu. Té triple redundància en els seus sistemes de control de vol, amb sistemes mecànics per recolzar uns sistemes hidràulics de doble redundància. Això permet al pilot seguir volant i aterrar encara quan perd la potència hidràulica o fins i tot part d'un ala. Per pilotar sense potència hidràulica s'usa el sistema de control de vol de reversió manual; aquest realitza de forma automàtica el control de caboteig i guinyada, i deixa al pilot el control (canvi a reversió manual) de l'alabeig. En el mode de reversió manual, l'aeronau és prou controlable sota condicions favorables com per tornar a base i aterrar, encara que les forces de control són molt majors del normal. Està dissenyat per poder volar amb només un motor, una cua, un elevador i la meitat d'un ala arrencada.

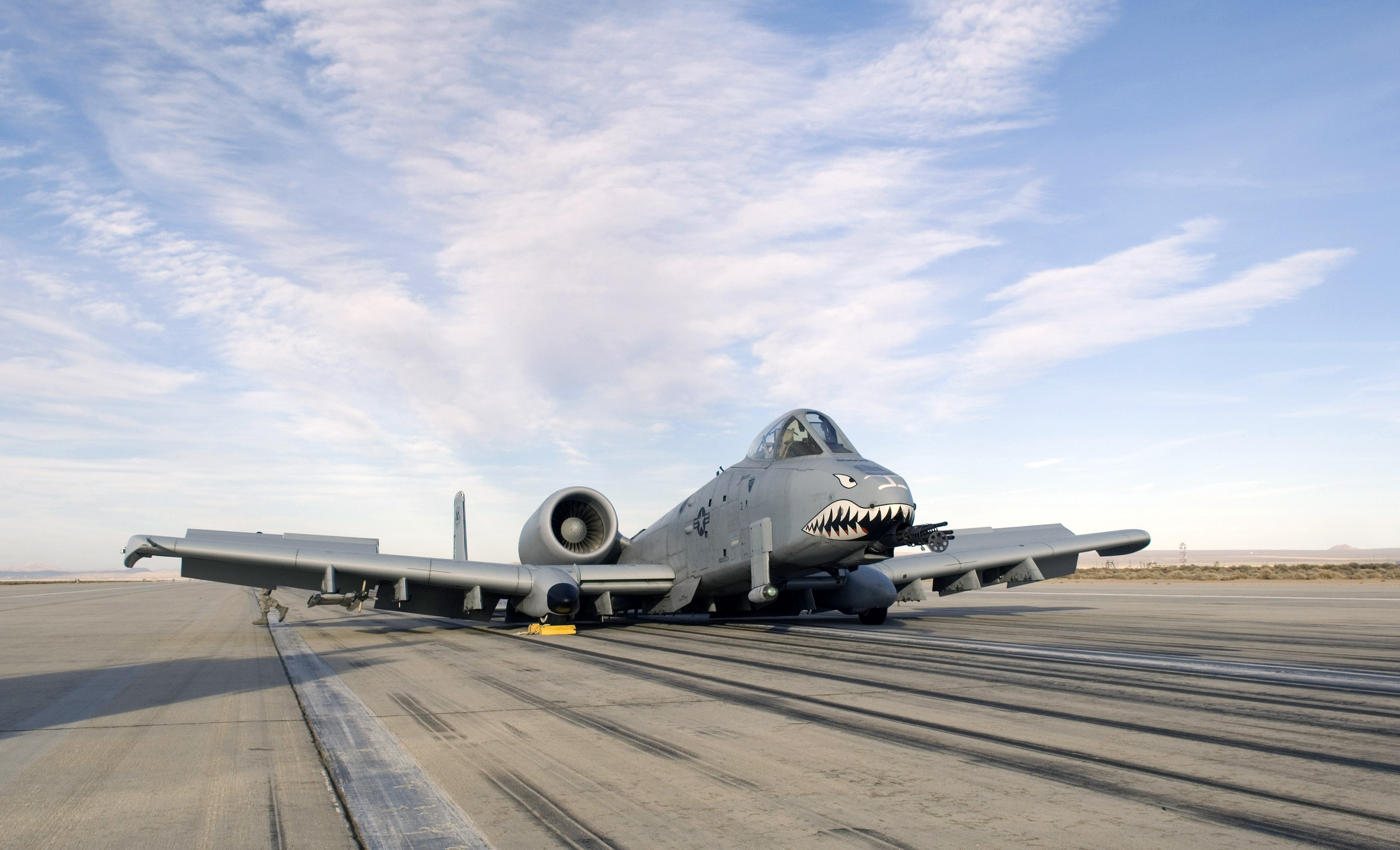
Un Thunderbolt II després de realitzar un aterratge d'emergència en l'Edwards AFB el març de 2008, encara amb els aerofrens accionats.

El tren d'aterratge principal d'aquest model de Fairchild-Republic està dissenyat de manera que les rodes sobresurtin parcialment de les seves barquetes quan es troben retretes per fer que els aterratges amb tren plegat (aterratge de ventre, requerit en cas de fallada del tren d'aterratge) siguin més controlables i menys nocius per a la part inferior de l'aparell. Addicionalment, les rodes del tren d'aterratge són plegades sempre cap a la part davantera de l'avió, de manera que si es perd la potència hidràulica el pilot pugues simplement deixar anar el mecanisme i una combinació de gravetat i resistència al vent obrirà i bloquejarà el tren en el seu lloc.

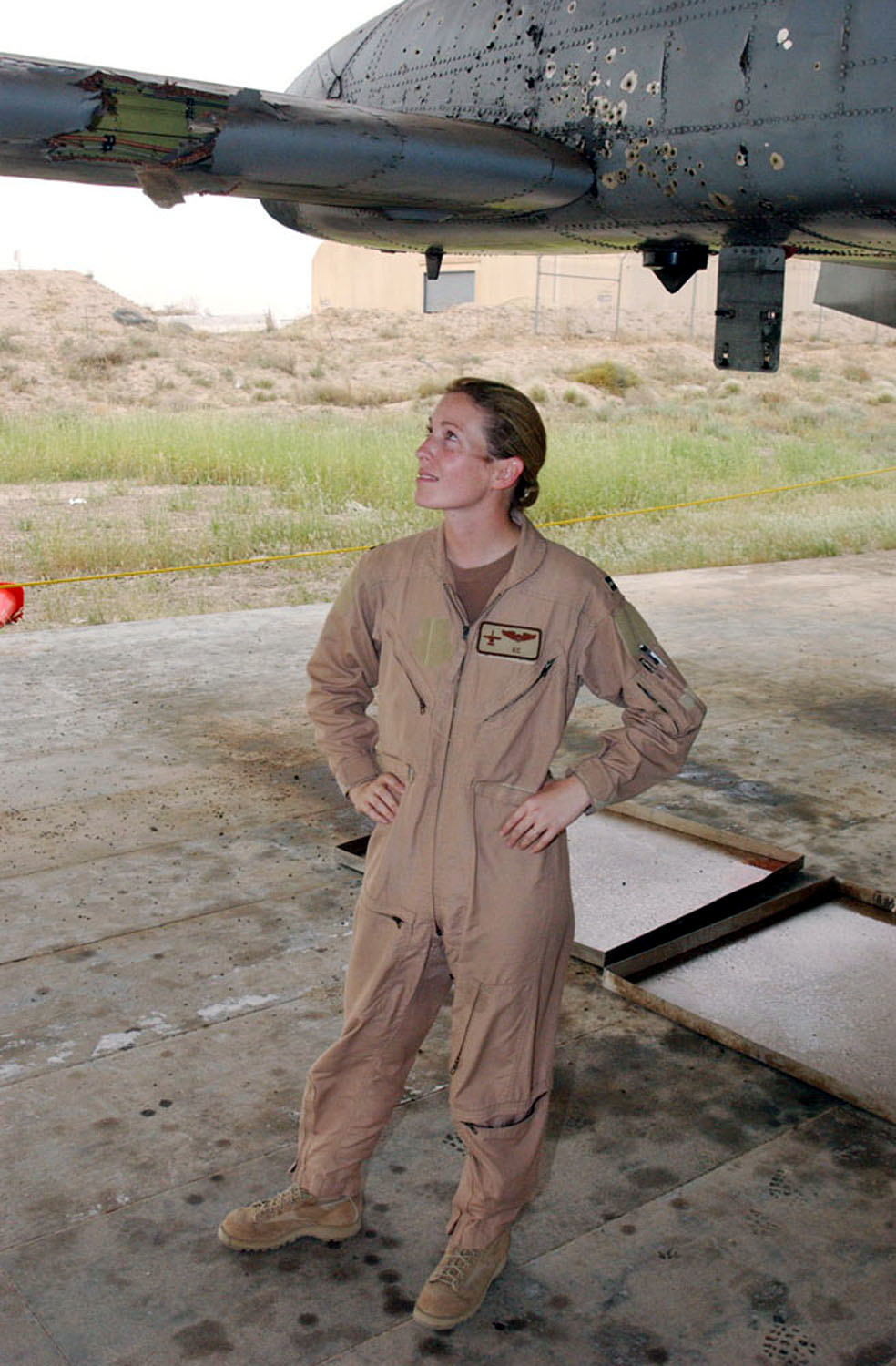
La pilot de la USAF Kim Campbell observa el seu A-10 danyat en una missió sobre Bagdad el 2003.

La cabina i les parts del sistema de control de vol estan protegides amb un blindatge de 540 kg de titani, denominat "banyera". Aquest blindatge està fet amb planxes d'un grossor que varia des dels 25,4 als 38,1 mil·límetres (1-1,5 polzades), determinat per un estudi de possibles trajectòries i angles de deflexió, i ha estat provat per resistir els trets de canó de 23 mm i alguns impactes de projectils de 57 mm. No obstant això, aquesta protecció té un cost, el pes de la pròpia armadura suposa gairebé un 6% del pes total de l'avió en buit. Per a protegir el pilot de la possible fragmentació produïda per l'impacte d'un projectil, tota superfície interior de la banyera que estigui exposada directament al pilot és coberta per una protecció de múltiples capes de niló. El parabrisa frontal i la resta de la cúpula de la carlinga està realitzada mitjançant compostos acrílics a prova de bales que poden resistir el foc d'armes lleugeres.
Un exemple de la durabilitat de l'A-10 es va produir quan la llavors capitana de la USAF Kim Campbell, realitzant una missió de suport a terra sobre Bagdad durant la Invasió de l'Iraq de 2003, va sofrir forts danys en el seu A-10 per foc antiaeri el 7 d'abril. Els projectils enemics van danyar un dels motors i van inutilitzar el sistema hidràulic, forçant l'ús del sistema mecànic de reserva per accionar els controls de vol i estabilitzar l'avió. Malgrat això, Campbell va aconseguir seguir manejant-lo amb el mode de reversió manual durant una hora i aterrar-lo amb seguretat a la base aèria.

### Propulsió

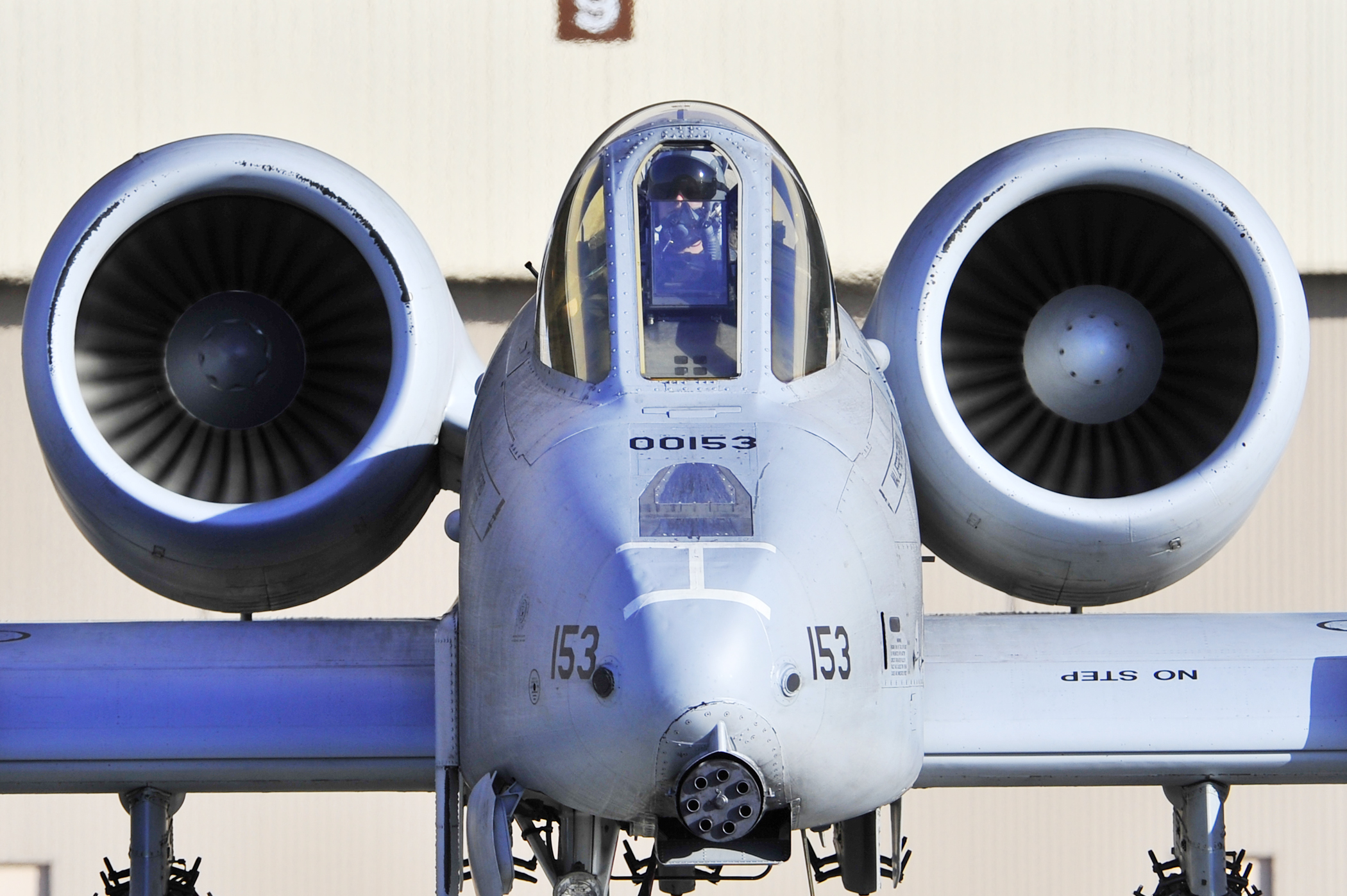
Un A-10 durant els exercicis Red Flag 2009 a Alaska.

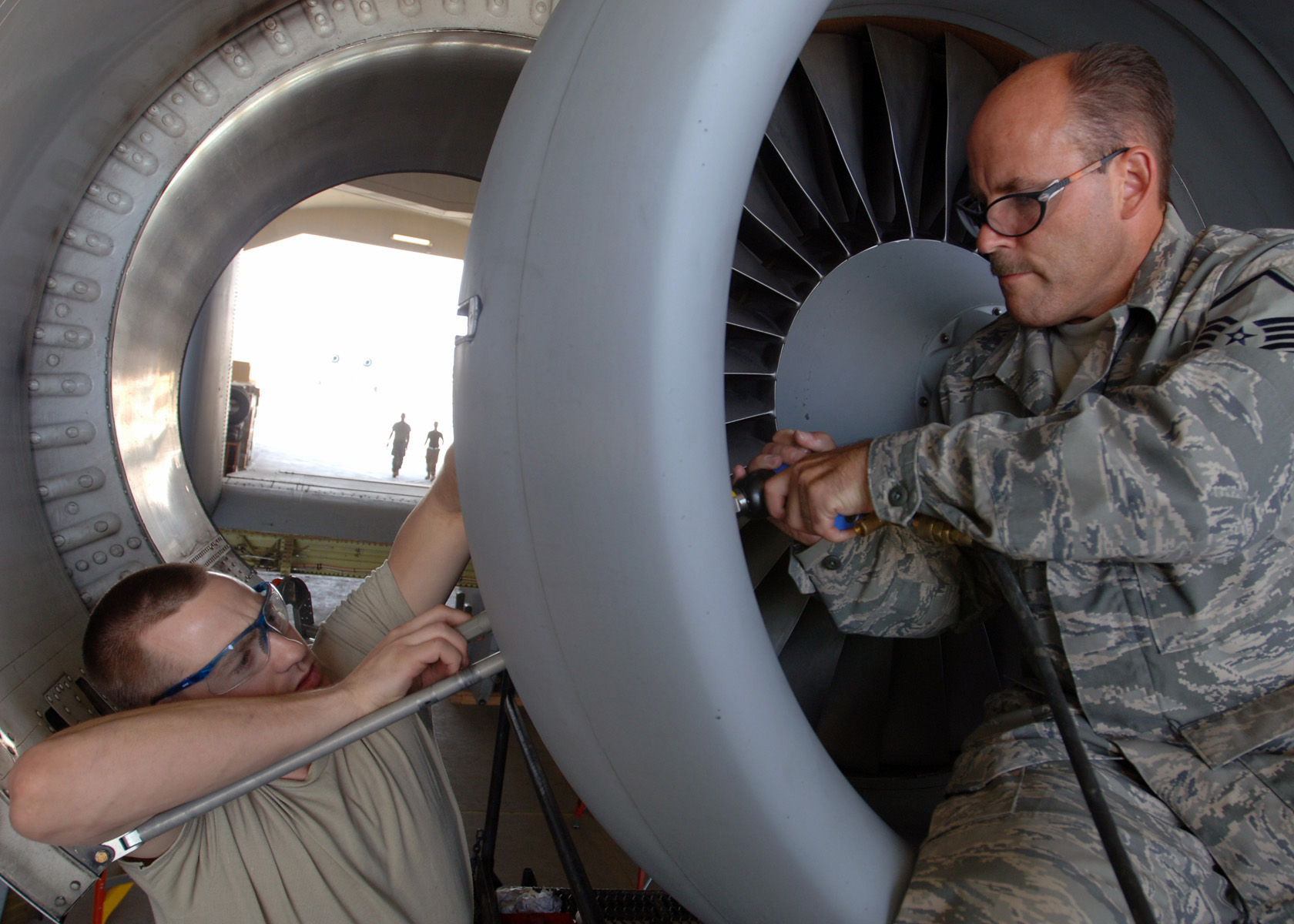
Reparació estructural de la presa d'aire d'un motor en un A-10C Thunderbolt II. Base Aèria Al Asad, l'Iraq, 2007.

Una característica de l'A-10 és la inusual posició del seu parell de motors turboventilador General Electric TF34-GE-100 de 40,32 kN (9.065 lbf) d'embranzida cadascun. Existeixen diversos motius per a la seva ubicació:
- En primer lloc, a causa que l'avió està pensat per operar des de bases properes a la línia del front, sovint amb pistes de baixa qualitat, es presenta un alt risc de dany per objectes estranys en els motors. L'altura dels motors redueix la possibilitat que entri sorra o pedres en l'admissió.
- Permet que els motors puguin romandre en funcionament sense perill per al personal de terra mentre realitza el rearmament i petites tasques de manteniment entre missions, reduint el temps d'espera.
- També facilita les operacions de manteniment i rearmament en tenir les ales més prop del terra del que seria possible si els motors fossin muntats en les mateixes.
- La sortida de gasos dels propulsors passa per sobre de l'estabilitzador horitzontal i entre ambdues cues disminuint la signatura infraroja de l'avió, que ja és baixa a causa de la relació de derivació 6:1 dels motors, reduint així la probabilitat que l'A-10 pugui ser aconseguit per míssils guiats per infrarojos (recerca de calor).[51]
- La posició dels motors darrere de les ales els protegeix parcialment del foc antiaeri.[51]

A causa de la seva posició elevada, els motors estan girats un angle de 9 graus pel que fa a la línia horitzontal de l'avió per conduir la línia d'embranzida combinada cap al centre aerodinàmic de l'avió. Això evita realitzar les compensacions per contrarestar el moment de caboteig de picat necessàries si els motors estiguessin en paral·lel amb el fuselatge. Els pesants motors requereixen uns suports forts, així que cadascun està connectat al fuselatge per quatre perns.
Els quatre dipòsits de combustible dels quals disposa l'A-10 estan situats propers al centre de l'avió, reduint la probabilitat que rebin un impacte o se separin dels motors. Aquests tancs disposen de diversos mètodes de protecció:
- Els dipòsits estan separats del fuselatge, per la qual cosa els projectils necessiten penetrar el recobriment abans d'arribar el dipòsit.
- El sistema d'abastiment és purgat després de la seva utilització perquè no quedi combustible sense protegir en cap lloc de l'avió.[52]
- Totes les canonades són auto-segellants en cas de trencament.
- La majoria dels components del sistema de combustible estan dins dels tancs, de manera que si es produeix una fuita en un d'aquests components no causaria pèrdua de combustible.
- Si un tanc resulta danyat, les vàlvules de retenció asseguren que el combustible no flueixi al tanc espatllat.
- I el més important, l'aplicació d'escuma de poliuretà reticulada tant en el costat interior com en l'exterior dels tancs de combustible conté els trossos i restringeix el vessament de combustible en cas de danys.

L'altra possible font d'inflamació, els motors, estan protegits del sistema de combustible i de la resta de l'estructura per tallafocs i equipament d'extinció d'incendis. Fins i tot en el cas que tots els dipòsits siguin danyats i es perdi tot el seu contingut, queda suficient combustible en dos tancs embornal autosegellants com per permetre a l'avió seguir volant fins 370 quilòmetres més.

### Sistemes d'armes
Encara que l'A-10 pot portar una gran càrrega llançable externa, la seva arma principal integrada és el canó rotatiu GAU-8/A Avenger, amb set canons de calibre 30 mm. Aquesta arma, un dels canons automàtics més potents dels quals s'hagin muntat en una aeronau, pot disparar grans projectils de tipus alt explosiu o perforant de blindatge d'urani empobrit. En el disseny original, el pilot podia canviar entre dues cadències de tret: 2.100 o 4.200 trets per minut; però això es va canviar a una cadència de tir fixa de 3.900 trets per minut. El canó triga entorn de mig segon a aconseguir la velocitat màxima, realitzant 50 trets durant el primer segon i entre 65 i 70 a partir de llavors. A més, es tracta d'una arma precisa, capaç de situar el 80% dels seus trets dins d'un cercle de 12,4 metres des d'una distància de 1.220 metres mentre està en vol. El GAU-8 està optimitzat per funcionar amb la inclinació creada des de 1.220 m amb l'A-10 en un picat de 30 graus.

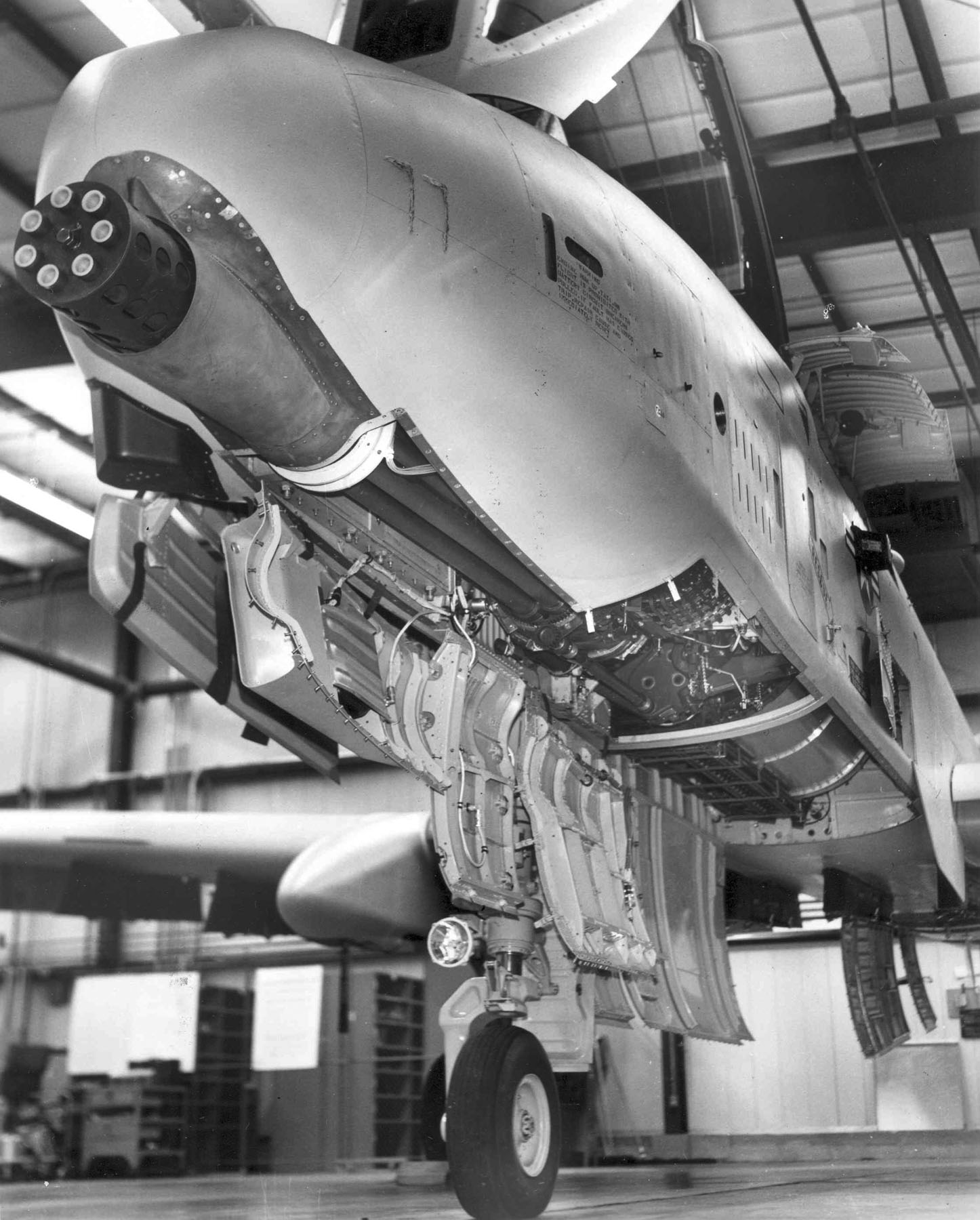
Instal·lació del GAU-8 en l'A-10.

El fuselatge de l'avió està construït al voltant del canó. Per exemple, el tren davanter està desplaçat a la dreta de l'avió per fer-li lloc al canó rotatiu; aquest està desplaçat uns centímetres al costat contrari, de manera que la boca del canó per la qual surten els projectils, que és la que es troba a les 9 en punt vist des de la part frontal del mateix, queda perfectament alineada dins de l'eix longitudinal de l'avió (vegeu imatge). La munició del canó s'emmagatzema en un tambor d'1,82 metres de llarg que té capacitat per a un màxim de 1.350 projectils de 30 mm, però que generalment només es carrega amb 1.174. El dany causat per la detonació de la munició del tambor en cas de ser aconseguida per un projectil explosiu enemic seria catastròfic, per la qual cosa s'ha dedicat una gran quantitat d'esforç a protegir el tambor, instal·lant-li múltiples plaques de blindatge de diferents grossors entre el mateix i el revestiment de l'avió perquè si algun projectil enemic aconsegueix aquesta zona, aquest detoni abans d'aconseguir el tambor. Addicionalment compta amb una capa final de blindatge al voltant del propi tambor per protegir-ho de danys de fragmentació. La munició del canó és carregada amb un carro de municionament GFU-7/I fet específicament per l'A-10 i el GAU-8.

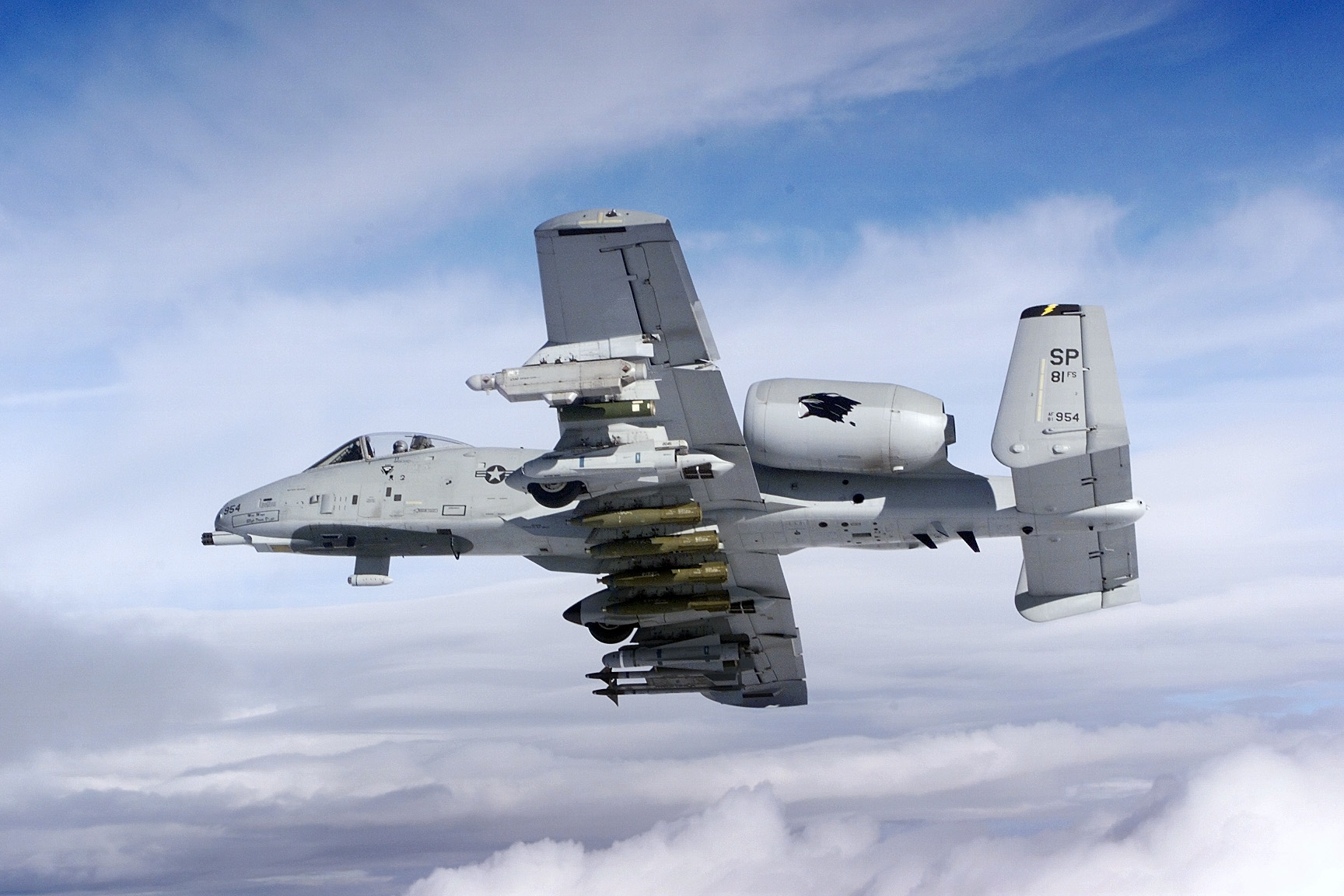
Un A-10 amb contenidor ECM, contenidor LAU-10 (4 coets Zuni), 2 míssils AGM-65 Maverick, 4 bombes no guiades, i 2 míssils AIM-9 Sidewinder.

Quant a l'armament extern, l'A-10 usa habitualment el míssil aire-superfície AGM-65 Maverick, amb diferents variacions per guiat electro-òptic (per TV) o per infrarojos. El Maverick permet atacar objectius a molta més distància que el canó, per la qual cosa és més segur en presència de sistemes antiaeris moderns. Durant la Guerra del Golf, davant l'absència de càmeres infraroges d'escombratge frontal (FLIR) en el propi avió, es van utilitzar les càmeres d'infrarojos del míssil Maverick per a les missions nocturnes. Un altre armament del que disposa són les bombes de dispersió i contenidors de coets com el Hydra 70. Encara que l'A-10 està preparat per llançar bombes guiades per làser, el seu ús és relativament rar; a les baixes altituds i velocitats que sol operar l'A-10, les bombes no guiades estàndard ofereixen una precisió adequada a un cost molt menor. Els Thunderbolt II també solen portar un contenidor de contramesures electròniques (ECM) ALQ-131 sota una de les ales i un parell de míssils aire-aire AIM-9 Sidewinder sota l'altra per a defensa pròpia.

### Modernització

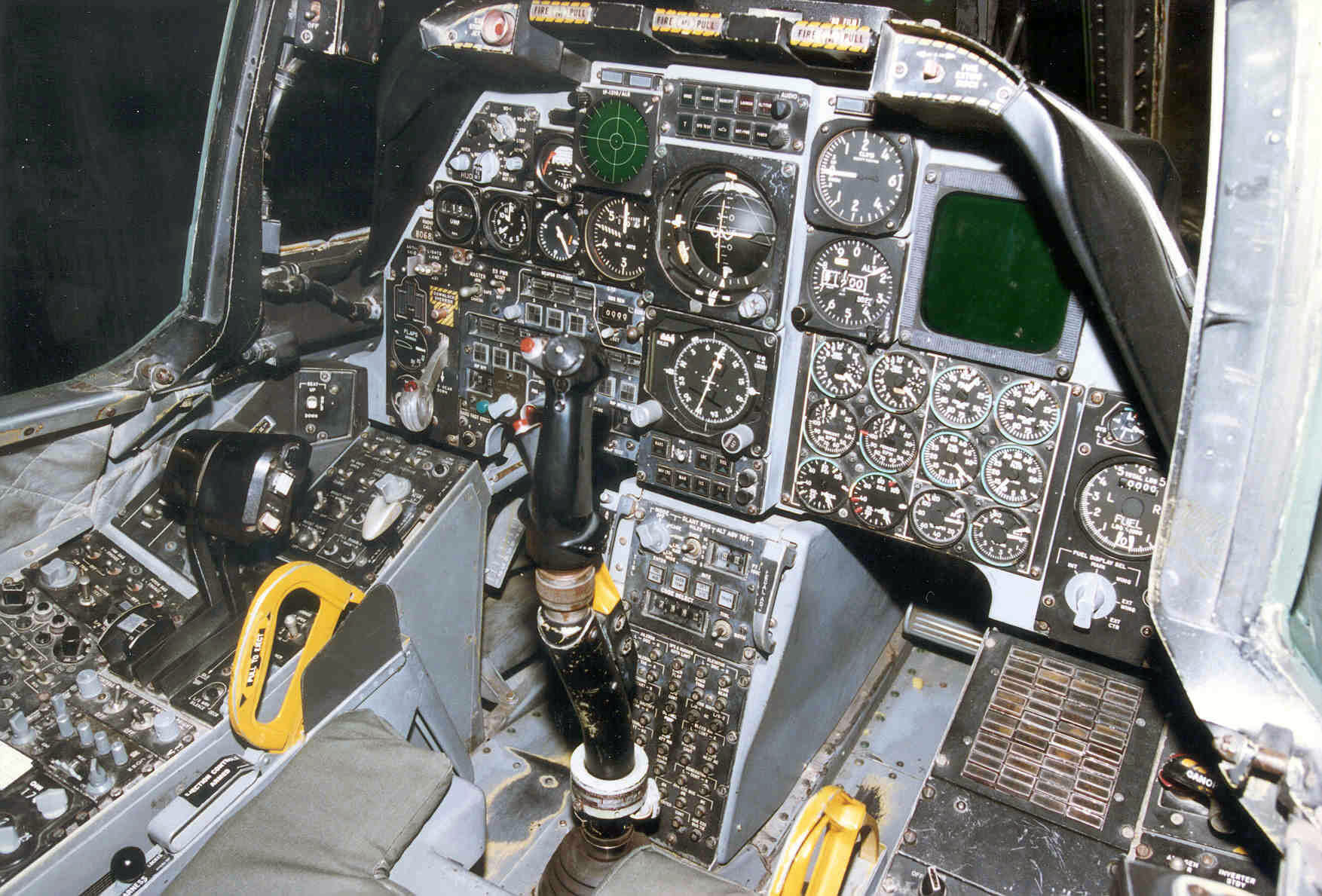
Cabina d'un A-10A de disseny anterior a la cabina de cristall.

Amb el programa de modificació anomenat Precision Engagement es van actualitzar 356 avions A-10/OA-10 a la versió A-10C introduint una sèrie de millores en els avions existents: un nou ordinador de vol, nous controls i pantalles de tipus cabina de cristall, amb dues noves pantalles a color de 140 mm (5,5 polzades) amb la funció de mapa en moviment, i un sistema de gestió d'emmagatzematge digital integrat.
Altres millores finançades per a la flota de l'A-10 inclouen un nou enllaç de dades (data link), capacitat per emprar bombes intel·ligents amb tecnologia de guiat de bombes convencionals Joint Direct Attack Munition (JDAM) i de guiat de bombes de dispersió Wind Corrected Munitions Dispenser, i la possibilitat de portar un pod de designació d'objectius integrat com el Northrop Grumman LITENING o el Lockheed Martin Sniper Advanced Targeting Pod. També s'inclou el ROVER (Remotely Operated Video Enhanced Receiver), un receptor de vídeo operat remotament que proporciona dades dels sensors a personal de terra.

### Colors i camuflatge

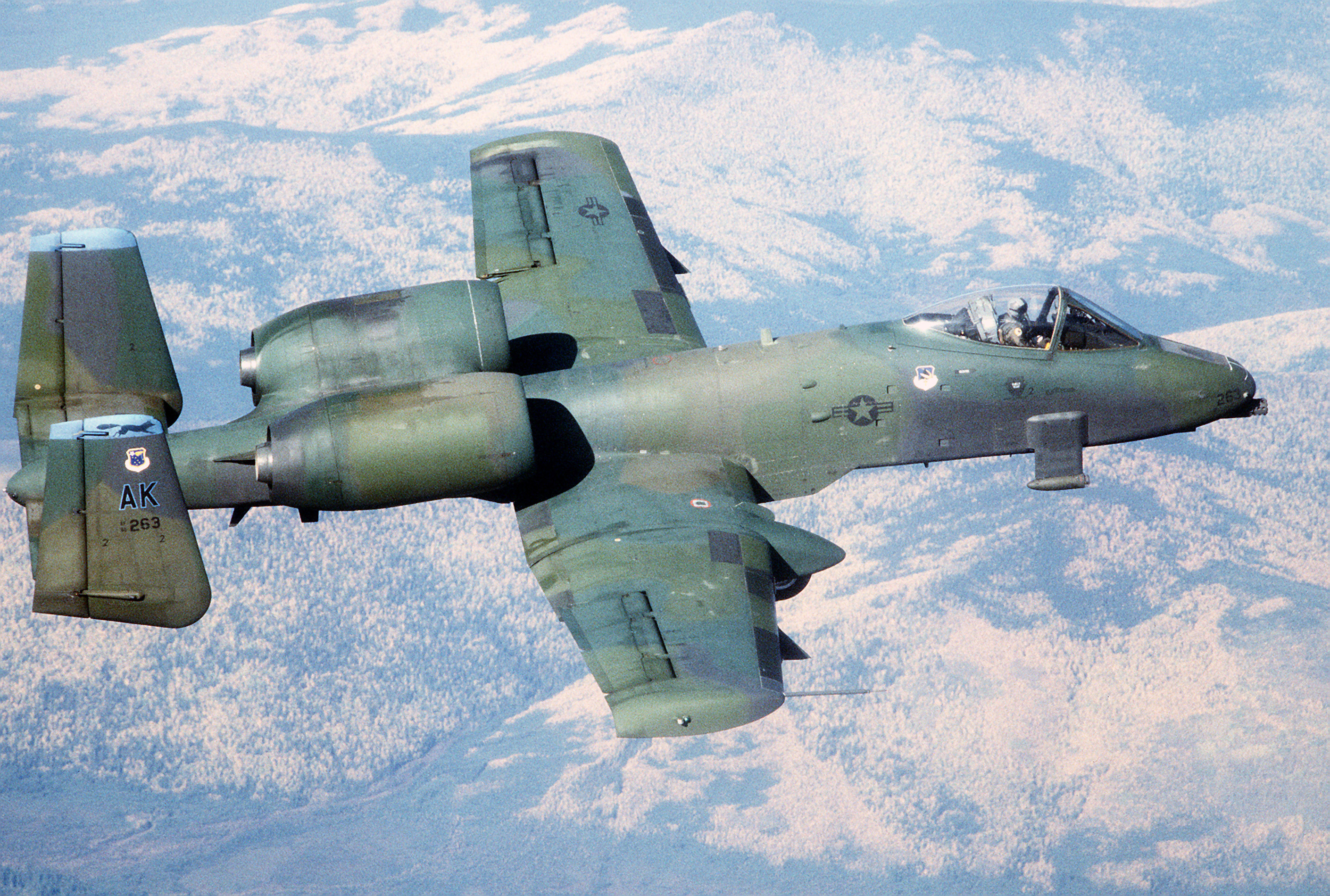
A-10 Thunderbolt II amb camuflatge tipus bosc europeu, 1988.

Ja que l'A-10 vola baix i a velocitats subsòniques, és important intentar ocultar-lo a la vista mitjançant camuflatge. Es van provar molts tipus de combinacions de pintura diferents.
Els dos dissenys de colors més comuns aplicats a aquest avió han estat l'esquema de camuflatge bosc europeu i un esquema de dos tons de grisos. El camuflatge bosc europeu va ser pensat per minimitzar la visibilitat de l'avió des de dalt, doncs es va considerar que els caces hostils suposaven major amenaça que el foc des de terra. Aquest esquema barrejava verd fosc, verd mitjà i gris fosc amb la finalitat de mimetitzar-se en el típic terreny boscós europeu, i va ser usat des dels anys 1980 fins a mitjan 1990. Després de finalitzar la Guerra Freda i basant-se en l'experiència obtinguda durant la Guerra del Golf de 1991, l'amenaça aire-aire ja no va ser considerada tan important com el foc des de terra, i es va escollir un nou esquema de color, conegut com a Compass Ghost, per minimitzar la visibilitat des de baix. Aquest esquema de dos tons de grisos és més fosc en la part superior de l'avió i més clar en la part inferior, i va començar a ser aplicat des de principis dels anys 1990.

## Variants

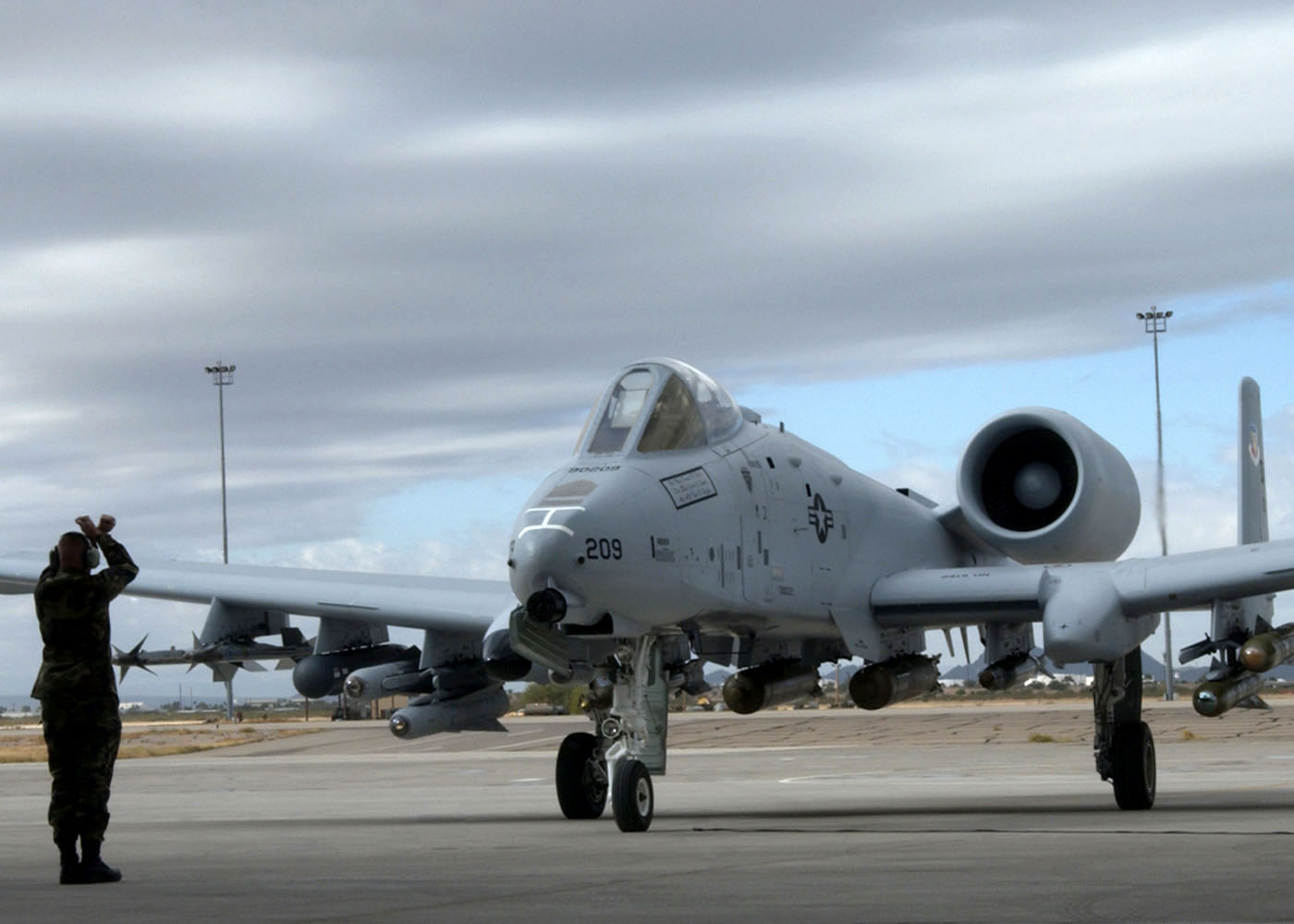
Un recentment modificat A-10C rodant per la pista el dia de la seva presentació, 29 de novembre de 2006, en la Davis-Monthan AFB.

JA-10APrototips per al programa A-X, 2 fabricats.
A-10AVersió de producció, monoplaça d'atac a terra i suport aeri proper. Després de construir 6 exemplars de preproducció, es van fabricar en sèrie 707 d'aquests avions.
OA-10ADesignació dels avions A-10A usats com a plataforma aerotransportada de control aeri avançat, sense canvis físics, només canvia el tipus de missió que realitzen.
A-10 Night/Adverse WeatherPrototip de versió biplaça, dissenyat per funcionar de nit i amb condicions meteorològiques adverses. Va ser cancel·lat i no va entrar en producció. L'únic exemplar creat va ser la conversió d'un A-10A existent.
JA-10BProposta d'una versió d'entrenament biplaça de l'A-10 que va ser cancel·lada, cap unitat construïda.
A-10CDesignació dels avions A-10A actualitzats sota el programa gradual Precision Engagement.
A-10 PCASVersió no tripulada desenvolupada per Raytheon, Rockwell Collins i GE Aviation.

## Operadors
Estats Units
- Força Aèria dels Estats Units. L'A-10 ha estat utilitzat exclusivament per la Força Aèria dels Estats Units (USAF), tant en unitats de servei actiu com en components de reserva. A data de setembre de 2008, la USAF disposa d'un total de 335 avions A-10; 188 d'ells en unitats de primera línia pertanyents al Comandament de Combat Aeri (ACC), a les Forces Aèries del Pacífic (PACAF) i a les Forces Aèries dels Estats Units a Europa (USAFE); i la resta en unitats de reserva, 96 en la Guàrdia Nacional Aèria (ANG), i els altres 51 en el Comandament de Reserva de la Força Aèria (AFRC).[68] Existeixen 20 esquadrons que operen amb l'A-10; nou de servei actiu, sis de l'ANG, i cinc de l'AFRC com es mostra a continuació:

| Comandament de Combat Aeri               | 23ª Ala - Moody AFB, Geòrgia                                           | - 74è Esquadró de Caça - 75è Esquadró de Caça                              |

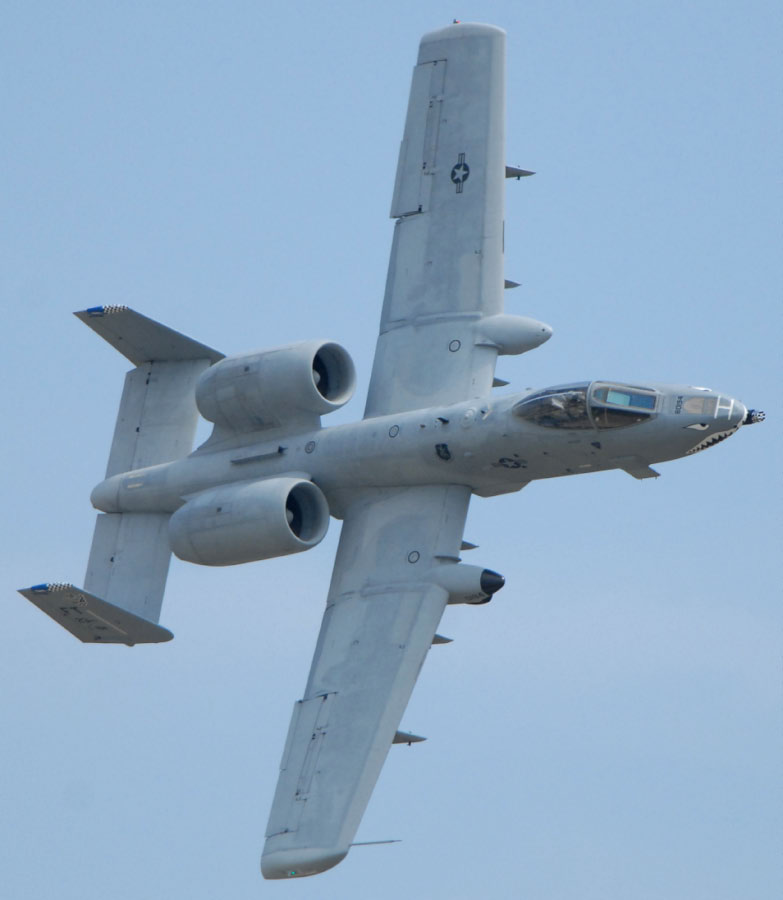
A-10 volant sobre McGuire AFB.

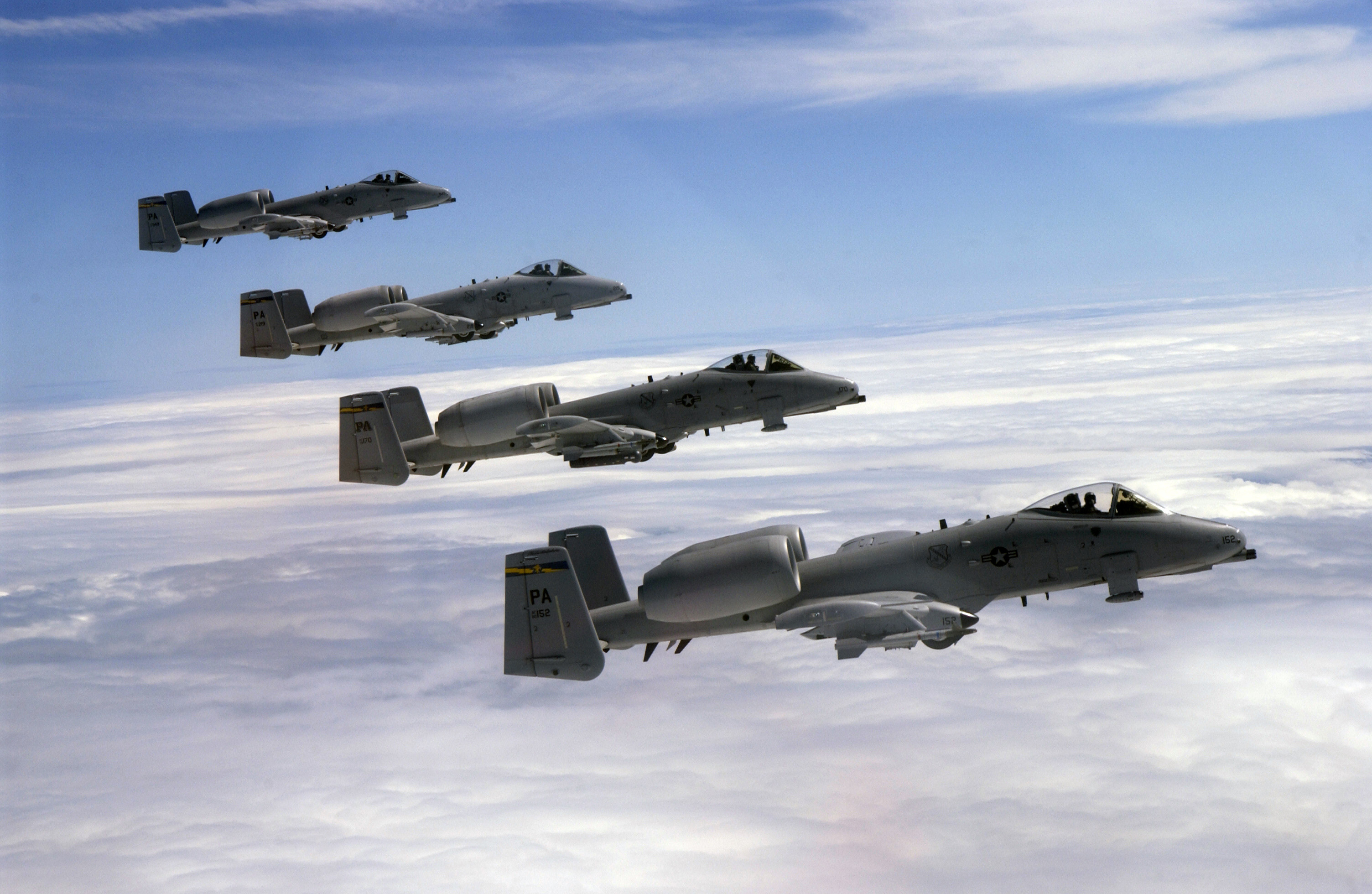
Quatre A-10 de la 111a Ala de Caça, Guàrdia Nacional Aèria de Pennsilvània, volant en formació durant una missió d'abastament en vol.

| Comandament de Combat Aeri               | 53ª Ala - Eglin AFB, Florida                                           | - 422è Esquadró de Prova i Avaluació (Nellis AFB, Nevada)                  |
| Comandament de Combat Aeri               | 57ª Ala - Nellis AFB, Nevada                                           | - 66è Esquadró d'Armes                                                     |
| Comandament de Combat Aeri               | 355ª Ala - Davis-Monthan AFB, Arizona                                  | - 354è Esquadró de Caça - 357è Esquadró de Caça - 358è Esquadró de Caça    |
| Forces Aèries del Pacífic                | 51ª Ala de Caça - Base Aèria de Gosen, Corea del Sud                   | - 25è Esquadró de Caça                                                     |
| Forces Aèries dels Estats Units a Europa | 52ª Ala de Caça - Base Aèria de Spangdahlem, Alemanya                  | - 81è Esquadró de Caça                                                     |
| Guàrdia Nacional Aèria                   | 110ª Ala de Caça - Battle Creek ANGB, Michigan                         | - 172è Esquadró de Caça                                                    |
| Guàrdia Nacional Aèria                   | 111ª Ala de Caça - NAS JRB Willow Grove/Willow Grove ARS, Pennsilvània | - 103è Esquadró de Caça                                                    |
| Guàrdia Nacional Aèria                   | 124ª Ala - Terminal Aèria de Boise, Idaho                              | - 190è Esquadró de Caça                                                    |
| Guàrdia Nacional Aèria                   | 175ª Ala - Warfield ANGB, Aeroport Estatal Martin, Maryland            | - 104è Esquadró de Caça                                                    |
| Guàrdia Nacional Aèria                   | 188ª Ala de Caça - Fort Smith, Arkansas                                |                                                                            |
| Comandament de Reserva de la Força Aèria | 442ª Ala de Caça -: Whiteman AFB, Missouri                             | - 76è Esquadró de Caça (Moody AFB, Geòrgia) - 303è Esquadró de Caça        |
| Comandament de Reserva de la Força Aèria | 917ª Ala - Barksdale AFB, Louisiana                                    | - 45è Esquadró de Caça (Davis-Monthan AFB, Arizona) - 47è Esquadró de Caça |

## Història operacional

### Entrada en servei

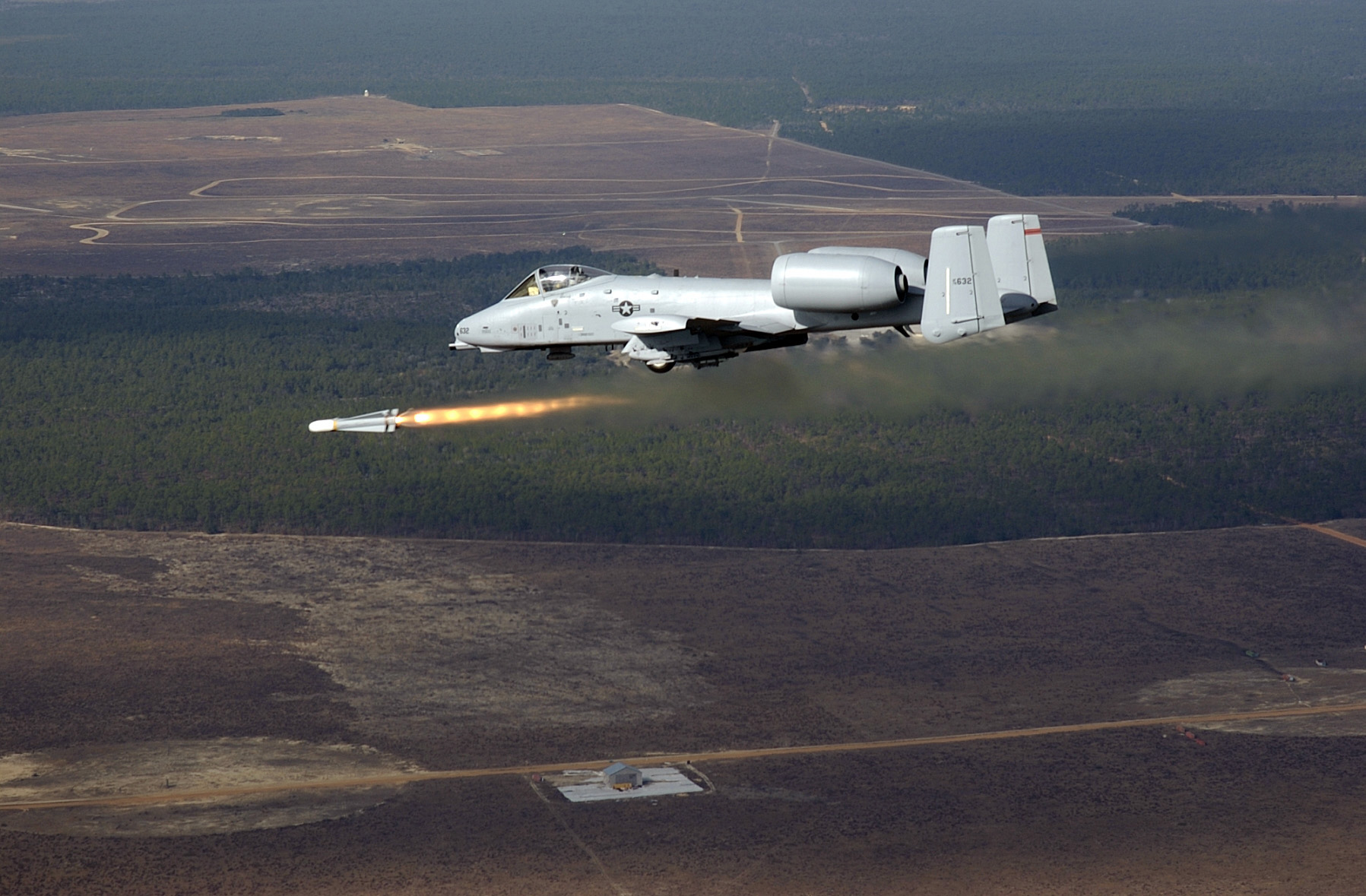
Un A-10 Thunderbolt II disparant un míssil AGM-65 Maverick.

La primera unitat de la Força Aèria a rebre els A-10 Thunderbolt II va ser la 355ª Ala d'Entrenament Tàctic, amb base en la Base de la Força Aèria Davis-Monthan (Arizona), el març de 1976. La primera a aconseguir la completa disponibilitat per al combat va ser la 354ª Ala de Caça Tàctica de la Base de la Força Aèria Myrtle Beach (Carolina del Sud), en 1978. El desplegament dels A-10A va continuar en altres bases tant en territori nord-americà com en l'exterior, incloent les bases England AFB, a Louisiana; Eielson AFB, a Alaska; Base Aèria de Gosen, Corea del Sud; i RAF Bentwaters/RAF Woodbridge, Regne Unit.
Inicialment els A-10 van ser mal acollits per molts membres de la Força Aèria. La majoria dels pilots de caça no volien canviar-se al Warthog a causa que tradicionalment apreciaven la velocitat i aparença dels caces. El 1987, molts A-10 van ser passats a la missió de control aeri avançat (FAC) i redesignats OA-10. En missió FAC l'OA-10 normalment és equipat amb fins a sis contenidors de coets Hydra de 70 mm, generalment amb caps de combat de fum o fòsfor blanc, usats per marcar objectius. No obstant els avions OA-10 no van sofrir cap canvi físic i mantenen tota la seva capacitat de combat malgrat la redesignació.

### Guerra del Golf
L'A-10 va entrar en combat per primera vegada durant la Guerra del Golf el 1991, destruint més de 900 carros de combat, uns 2000 vehicles militars i prop de 1200 peces d'artilleria de l'Exèrcit Iraquià. També va derrocar dos helicòpters iraquians amb el canó GAU-8. El primer d'aquests abatiments va ser realitzat pel capità Robert Swain el 6 de febrer de 1991 sobre Kuwait i es va convertir en la primera victòria aire-aire del Thunderbolt II. Durant la guerra van ser abatuts quatre aparells A-10, tots per míssils superfície-aire. L'avió d'atac estatunidenc va tenir un percentatge de capacitat operativa del 95,7%, amb unes 8100 sortides i llançant el 90% dels míssils AGM-65 Maverick utilitzats en el conflicte. L'èxit del Warthog en el conflicte va fer que poc després la Força Aèria abandonés la idea de reemplaçar-lo amb una versió de suport aeri proper del F-16.

### Intervencions a Bòsnia i Kosovo

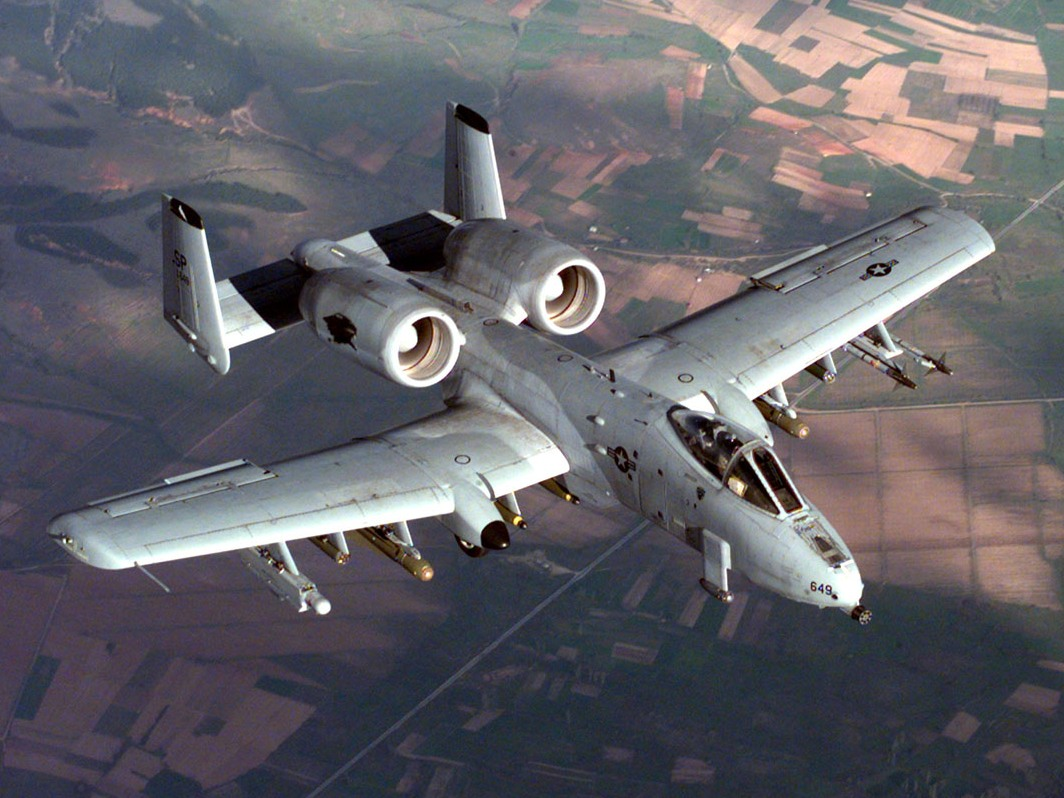
Un A-10A Thunderbolt II del 81è Esquadró de Caça de la USAF durant una missió de combat de l'Operació Força Aliada duta a terme des de la Base Aèria d'Aviano.

Els avions A-10 Thunderbolt II de la Força Aèria estatunidenca van disparar aproximadament 10.000 projectils de 30 mm d'urani empobrit a Bòsnia i Hercegovina entre 1994 i 1995. Arran de la presa d'alguns vehicles blindats i armes pesants per serbobosnians en un magatzem a Ilidža, es van engegar una sèrie d'incursions amb l'objectiu de localitzar i destruir el material capturat. El 5 d'agost de 1994, dos Warthog van localitzar i van metrallar una d'aquestes peces, un caçacarros. Després de l'atac, considerat reeixit, els serbis van retornar els altres blindats. Els A-10 van entrar en escena poc més d'un mes després, quan un OA-10 i dos SEPECAT Jaguar de la RAF van atacar un tanc serbi situat dins de la identificada "zona d'exclusió" de 20 milles al voltant de Sarajevo. L'agost de 1995, l'OTAN va llançar una ofensiva anomenada Operació Força Deliberada. Els A-10 van realitzar missions de suport aeri proper, atacant l'artilleria sèrbia i les seves posicions. A finals de setembre els Thunderbolt II van començar a realitzar patrulles de nou.
Els A-10 van tornar a la regió com a part de l'Operació Força Aliada iniciada el març de 1999 a Kosovo. El 27 de març de 1999, un F-117 Nighthawk va ser abatut per les defenses antiaèries a uns 40 quilòmetres de Belgrad. Tan aviat com es va saber que el pilot havia saltat més enllà de les línies enemigues, es va enviar un equip de recerca i rescat format per tres helicòpters CSAR MH-53 Pave Low i MH-60 Pave Hawk, i escortats per dos A-10.
El 6 d'abril de 1999, els A-10, juntament amb avions del portaavions USS Roosevelt, van participar en els atacs contra prop de 30 objectius a la zona sud-oest de Kosovo. Mentre l'OTAN sentia com el sistema de defensa antiaèria serbi estava sent reduït, els Warthog van començar a veure com cada vegada més missions d'atac a terra els eren encomanats. Van romandre a la zona d'operacions fins que els combats van finalitzar a mitjan juny.

### Guerra de l'Afganistan
Els A-10 Thunderbolt II no van participar en les etapes inicials de la invasió de l'Afganistan. Es van desplegar esquadrons a Bagram per a la campanya contra els Talibans i Al-Qaeda a partir de març de 2002. Aquests avions van participar en l'Operació Anaconda i després van romandre al país lluitant contra els Talibans i les restes d'Al-Qaeda.

### Guerra de l'Iraq
El 20 de març de 2003 va començar l'Operació Llibertat Iraquiana, i en els primers combats van participar seixanta avions A-10 i OA-10. El 30 d'abril de 2003 la Central de Forces Aèries dels Estats Units va publicar Operation Iraqi Freedom: By the Numbers, un informe desclassificat sobre la campanya aèria durant la invasió. S'indica que els A-10 van tenir un percentatge de capacitat operativa del 85%, van disparar 311.597 projectils de 30 mm, i que va ser abatut un únic A-10 pel foc iraquià prop de l'Aeroport Internacional de Bagdad cap al final de la campanya. També va realitzar 32 missions en les quals va llançar fullets de propaganda sobre l'Iraq.
La versió modernitzada A-10C va ser desplegada a l'Iraq per primera vegada el tercer trimestre de 2007 amb el 104è Esquadró de Caça de la Guàrdia Nacional Aèria de Maryland. Aquest model va incloure l'actualització Precision Engagement. Els sistemes de comunicacions i aviònica digital de l'A-10C han reduït considerablement el temps necessari per adquirir i atacar un objectiu en suport aeri proper.

### Intervenció militar a Líbia de 2011
Estats Units va desplegar sis avions A-10 per participar en l0Operació Alba de l'Odissea. El 26 de març de 2011 els A-10 van començar les operacions de combat al costat d'avions artillats Lockheed AC-130, atacant forces terrestres. Aquests van ser els primers avions usats pels Estats Units contra tropes de Gadafi; els atacs previs tenien com a objectiu infraestructures antiaèries i de comandament.
El 28 de març un dels A-10, al costat d'un P-3 Orion de l'Armada dels Estats Units, van atacar tres embarcacions de la Guàrdia Costanera Líbia que estaven disparant contra la ciutat de Misrata i bucs mercants. El P-3 va llançar míssils AGM-65F Maverick contra un buc de patrulla de la classe Vittoria, forçant als seus tripulants a abandonar-lo. L'A-10 va metrallar dues embarcacions més petites amb el seu canó GAU-8 Avenger de 30 mm, enfonsant una i forçant la tripulació a abandonar l'altra. Els avions van rebre informació de gestió de l'espai aeri i imatge marítima per part del destructor USS Barry (DDG-52).

## Futur
Actualment la flota d'avions es troba en procés de modernització, des de començaments de 2005, quan van començar a ser actualitzats al model C. Està previst que l'A-10 es mantingui en servei amb la Força Aèria dels Estats Units fins al 2028, i és possible que més temps, quan podran ser reemplaçats pel Lockheed Martin F-35 Lightning II. L'Agència d'Investigació de Projectes Avançats de Defensa (DARPA) estatunidenc està estudiant la possibilitat de crear una versió no tripulada de l'A-10.

## Cultura popular
En els simuladors de vol existeixen una o més variants del Fairchild-Republic A-10 Thunderbolt II, com el simulador de vol de codi obert FlightGear, així com en el sector comercial.

## Especificacions (A-10A)
Dades de Globalsecurity.org,Spick The Great Book of Modern Warplanes,i Jenkins Fairchild-Republic A/OA-10
Característiques generals
- Tripulació: 1 pilot
- Longitud: 16.16
- Envergadura: 17.42
- Alçada: 4.42
- Superfície de l'ala 47
- Perfil: 

  - Arrel: NACA 6716
  - Punta: NACA 6713
- Pes buit: 11321
- Pes carregat: 

  - Estàndard: 13782 kg (30 375,5 lb)
  - En missió CAS: 21361 kg (47 079,6 lb)
  - En missió contra blindats: 19.083 kg (42 058,9 lb)
- Càrrega útil: 11679
- Pes màxim d'enlairament: 23000
- Motor: 2× Turboventiladors General Electric TF34-GE-100A , 9065 lbf cada un

 Rendiment 
- Velocitat màxima absoluta : 833
- Velocitat màxima: 706
- Velocitat de creuer: 560
- Velocitat d'entrada en pèrdua: 220
- Abast: 800 milles
- Radi de combat: 460 km  en missió CAS, amb 1,88 horess de vagatge monomotor a 1500 metres i 10 minuts de combat. O bé 467 km (252 nmi; 290 mi) en missió contra blindats, amb incursió i fugida al nivell del mar i 30 minuts de combat.
- Abast en trasllat: 4150  amb vent en contra de 90 quilòmetres per hora i 20 minuts de reserva.
- Sostre de servei: 13636
- Ràtio d'ascens: 30.48
- Càrrega alar: 482

Armament

- -     - Contenidor SUU-42A/A dispensador de cimbells chaff i bengales
    - Contenidors de contramesures electròniques AN/ALQ-131 i AN/ALQ-184
    - Pods de designació d'objectius Lockheed Martin Sniper XR i AN/AAQ-28(V) LITENING (Solament la versió Charlie ho posseeix)
    - 2× tancs de combustible externs Sargent Fletcher de 2300 litres per ampliar l'abast.
    - Utilitza sistemes de guiat de bombes JDAM (convencionals) i WCMD (de dispersió, aquest últim solament la versió Charlie ho posseeix).Aviònica

Pod rastrejador làser AN/AAS-35(V) Pave Penny (muntat en el costat dret sota la carlinga) per ser usat amb les bombes guiades per làser Paveway. Head-up display (HUD) per a vol tècnic millorat i recolzo aire-terra.

## Sobrenoms
L'A-10 Thunderbolt II va rebre el seu popular sobrenom Warthog ("facoquer" en anglès) dels pilots i altres membres dels esquadrons d'atac de la USAF que l'han pilotat i mantingut. L'A-10 va ser l'últim avió de combat de reacció de la companyia Republic Aviation a servir amb la Força Aèria estatunidenca, en ser aquesta adquirida per Fairchild Aircraft.
El sobrenom en qüestió és la continuació d'una sèrie iniciada amb el Republic F-84 Thunderjet sobrenomenat com Hog ("porc"), el Republic F-84F Thunderstreak com Superhog, i el Republic F-105 Thunderchief com a Ultra Hog. Un altre sobrenom menys comú que ha rebut l'A-10 és el de Tankbuster (en català: «destrossa-tancs»).